# Noam Chomsky
Avram Noam Chomsky (sinh ngày 7 tháng 12 năm 1928) là một giáo sư và trí thức công chúng người Mỹ, nổi danh nhờ các nghiên cứu về ngôn ngữ học, phê bình xã hội và hoạt động chính trị. Đôi khi được mệnh danh là "cha đẻ của ngôn ngữ học hiện đại", Chomsky là nhân tố nổi bật trong ngành triết học phân tích và là một trong những người đặt nền móng cho ngành khoa học nhận thức. Ông là Giáo sư từng nhận huân chương (Laureate Professor) của khoa Ngôn ngữ học Đại học Arizona và Giáo sư Học viện Danh dự (Institute Professor Emeritus) tại Học viện Công nghệ Massachusetts (MIT). Thuộc hàng ngũ những tác giả được trích dẫn nhiều nhất, ông đã cho ra đời hơn 150 tác phẩm đa dạng về đề tài như ngôn ngữ học, chiến tranh, chính trị và truyền thông đại chúng. Về ý thức hệ, Chomsky ủng hộ chủ nghĩa công đoàn vô chính phủ và chủ nghĩa xã hội tự do cá nhân.
Sinh thành trong cộng đồng Do Thái Ashkenazi nhập cư ở Philadelphia, Chomsky sớm phát triển niềm hứng thú với chủ nghĩa vô chính phủ sau nhiều lần ghé thăm các hiệu sách ở Thành phố New York. Ông từng có thời gian học tập tại Đại học Pennsylvania. Trong khoảng thời gian nghiên cứu sau đại học tại Hội Nghiên cứu sinh Harvard (Society of Fellows), Chomsky hoàn thiện luận văn ngữ pháp chuyển đổi và nhận bằng tiến sĩ vào năm 1955. Cùng năm, ông bắt đầu giảng dạy tại MIT, nổi lên như một hiện tượng trong giới ngôn ngữ học vào năm 1957 nhờ công trình mang tính bước ngoặt Các cấu trúc cú pháp. Trong giai đoạn 1958–1959, Chomsky trở thành thành viên của Quỹ Khoa học Quốc gia thuộc Viện Nghiên cứu Cao cấp Princeton. Ông là người sáng tác/đồng sáng tác thuyết ngữ pháp phổ quát, ngữ pháp tạo sinh, hệ phân cấp Chomsky và chương trình tối giản, đồng thời đóng vai trò quan trọng trong sự suy tàn của chủ nghĩa hành vi ngôn ngữ, đặc biệt là các công trình của B. F. Skinner.
Chomsky thẳng thắn phản đối sự can thiệp của Mỹ trong chiến tranh Việt Nam, coi đó là biểu hiện của chủ nghĩa đế quốc Mỹ. Năm 1967, ông viết bài luận phản chiến "The Responsibility of Intellectuals" (Bổn phận của những người trí thức) gây tiếng vang tại Mỹ. Do liên kết của ông với phong trào Cánh tả Mới, Chomsky nhiều lần bị bắt giam và bị liệt vào danh sách kẻ thù của Tổng thống Richard Nixon. Năm 1988, Chomsky cộng tác với Edward S. Herman cho ra đời chuyên khảo mang nhan đề Manufacturing Consent (Sản xuất sự đồng thuận), nội dung trình bày mô hình tuyên truyền nhằm phê phán giới truyền thông, đồng thời nghiên cứu vạch trần sự kiện Indonesia chiếm đóng Đông Timor. Ông là người ủng hộ nhiệt tình quyền tự do ngôn luận, bất kể phát ngôn có là chối bỏ Holocaust đi chăng nữa, tư duy mà bị chỉ trích gay gắt trong vụ bê bối Faurisson những năm 1980. Kể từ khi nghỉ hưu MIT, ông vẫn sôi nổi tham gia các hoạt động chính trị như phản đối cuộc xâm lược Iraq năm 2003 của Mỹ và ủng hộ phong trào Occupy. Là người phản đối chủ nghĩa Zion, Chomsky phê phán chính sách phân biệt đối xử người Palestine của Isreal, cho rằng nó còn tồi tệ hơn cả nạn apartheid ở Nam Phi, đồng thời chỉ trích việc Mỹ liên tiếp hậu thuẫn nước này.
Chomsky được công nhận rộng rãi là người khơi mào cuộc cách mạng nhận thức (cognitive revolution) trong khoa học nhân văn, góp phần phát triển hướng tiếp cận mới đối với nghiên cứu ngôn ngữ và tâm trí. Ngoài những đóng góp học thuật quý giá ấy, ông còn là chuyên gia phê phán hàng đầu về các lĩnh vực như chính sách đối ngoại của Mỹ, chủ nghĩa tân tự do, chủ nghĩa tư bản đương đại, xung đột Israel – Palestine và truyền thông đại chúng. Chomsky và những tư tưởng của ông đã có ảnh hưởng rất lớn tới các phong trào chống tư bản và phản đế ở Mỹ.

## Tiểu sử

### Tuổi trẻ: 1928–1945
Avram Noam Chomsky sinh ngày 7 tháng 12 năm 1928 tại East Oak Lane, thành phố Philadelphia, tiểu bang Pennsylvania, Hoa Kỳ. Cha ông, Ze'ev "William" Chomsky, và mẹ ông, Elsie Simonofsky, là một gia đình Do Thái nhập cư. Ông William trốn khỏi Đế quốc Nga vào năm 1913 vì không muốn tòng quân cho chế độ Sa hoàng. Ở nước ngoài, ông tìm được việc làm trong một công xưởng bóc lột sức lao động tại Baltimore, đồng thời giảng dạy tại nhiều trường tiểu học Do Thái trước khi bước chân vào đại học. Sau khi chuyển đến Philadelphia, William trở thành hiệu trưởng của trường tôn giáo Congregation Mikveh Israel và gia nhập Cao đẳng Gratz. Ông chú trọng vào việc dạy cho thế hệ sau cách "hòa nhập tốt, tự do và độc lập trong suy nghĩ, hướng đến sự cải thiện và nâng cao thế giới, và mong muốn tham gia vào những việc khiến cuộc sống có ý nghĩa và đáng giá hơn cho tất cả mọi người"; sứ mệnh mà sau này đã góp phần định hình, cũng như được kế thừa bởi con trai ông. Bà Elsie, cũng từng giảng dạy tại trường Mikveh Israel, chia sẻ với những đứa con trai của mình mối quan tâm về các vấn đề xã hội và chính trị tả khuynh.
Noam là con đầu lòng của vợ chồng Chomsky. Em trai duy nhất của Noam, David Eli Chomsky (1934–2021), kém người anh năm tuổi, theo nghề bác sĩ tim mạch ở Philadelphia khi lớn lên. David là người dễ dãi song Noam lại rất cạnh tranh; mặc dù vậy, hai anh em trong nhà vẫn rất thân thiết với nhau. Từ nhỏ, Noam và em trai được học tiếng Do Thái và thường xuyên tham gia thảo luận các lý thuyết chính trị của chủ nghĩa phục quốc Do Thái; sở dĩ vì gia đình ông bị ảnh hưởng rất lớn bởi các tác phẩm phục quốc Do Thái tả khuynh của Ahad Ha'am. Từ khi còn nhỏ, Noam đã phải đối mặt với thái độ bài Do Thái ở Philadelphia, chủ yếu tới từ cộng đồng người Ireland và người Đức.
Noam theo học tại trường tư thục Oak Lane Country Day và trường trung học Trung tâm Philadelphia. Thời đi học, ông có thành tích học tập rất xuất sắc và tham gia nhiều câu lạc bộ, hội nhóm khác nhau, nhưng không ưa thích phương pháp giảng dạy của trường. Ông cũng theo học tại trường trung học Do Thái ở Cao đẳng Gratz, nơi cha ông giảng dạy.
Noam miêu tả cha mẹ ông là "những người thông thường theo Đảng Dân chủ Roosevelt" với tư tưởng trung gian thiên tả, còn ông thì có cơ hội tiếp xúc với chủ nghĩa xã hội và chính trị cực tả từ những người thân tham gia Liên minh Công nhân May mặc Quốc tế. Ông bị ảnh hưởng bởi người chú của mình và những người cánh tả Do Thái, thường xuyên lui tới quầy báo Thành phố New York của người chú để tranh luận về các vấn đề thời sự. Bản thân Noam cũng thường ghé thăm các hiệu sách trong thành phố để đọc ngấu nghiến các tác phẩm chính trị cánh tả và vô chính phủ khi đi thăm chú. Lúc mới 10 tuổi, ông đã viết bài báo đầu tiên trong đời về sự lây lan của chủ nghĩa phát xít sau khi Barcelona thất thủ (tháng 2 năm 1939) trong cuộc nội chiến Tây Ban Nha. Kể từ năm 12 hoặc 13 tuổi trở đi, ông tự coi mình là người theo chủ nghĩa vô chính phủ và "cánh tả chống Bolshevik." Sau này, ông cho rằng việc mình theo chủ nghĩa vô chính phủ chỉ là "một tình cờ may mắn", khiến ông chỉ trích chủ nghĩa Stalin và các hình thức của chủ nghĩa Marx-Lenin.

### Thời đại học: 1945–1955
Năm 1945, Noam 16 tuổi bắt đầu học tập đại cương tại trường Đại học Pennsylvania, nơi ông khám phá triết học, logic học, ngôn ngữ học, đồng thời phát triển niềm yêu thích tiếng Ả Rập. Ông dạy thêm tiếng Do Thái để tạo thu nhập, trang trải học phí. Do chán nản với trải nghiệm ở đại học, ông từng cân nhắc tới chuyện bỏ học và chuyển tới sống ở một kibbutz thuộc lãnh thổ Ủy trị Palestine. Tinh thần ham học hỏi trong ông lại thức tỉnh sau một cuộc trò chuyện với nhà ngôn ngữ học gốc Nga Zellig Harris, người mà ông đã có dịp gặp gỡ tại một hội thảo chính trị vào năm 1947. Harris giới thiệu Noam với lĩnh vực ngôn ngữ học lý thuyết và thuyết phục ông theo học chuyên ngành đó. Luận án cử nhân danh dự của Noam, "Hình thái học của tiếng Do Thái hiện đại", vận dụng phương pháp ngôn ngữ học của Harris. Ông phát triển luận án này để lấy bằng Thạc sĩ từ Đại học Pennsylvania vào năm 1951, sau được xuất bản thành sách. Thời đại học, ông cũng bén duyên với triết học dưới sự hướng dẫn của Nelson Goodman.
Giai đoạn 1951–1955, Noam gia nhập Hội Nghiên cứu sinh tại Đại học Harvard, nơi ông chú tâm nghiên cứu và hoàn thành luận văn tiến sĩ. Noam được Goodman khuyến khích nộp đơn vào Havard và bản thân ông cũng được thúc đẩy bởi sự ngưỡng mộ nhà triết học Willard Van Orman Quine làm việc tại đây; Quine và nhà triết học J. L. Austin thuộc Đại học Oxford là hai nhân vật có ảnh hưởng rất lớn tới Noam. Năm 1952, Noam xuất bản bài báo học thuật đầu tiên của mình, Systems of Syntactic Analysis, đăng trên tạp chí học thuật Journal of Symbolic Logic. Năm 1954, ông công kích thuyết hành vi đang thịnh hành lúc bấy giờ tại Đại học Chicago và Đại học Yale. Năm 1955, Noam nộp luận văn trình bày thuyết ngữ pháp chuyển đổi lên Đại học Pennsylvania và được trao bằng Tiến sĩ nhờ đó; luận văn này được phân phối dưới dạng vi phim cho các chuyên gia đánh giá, rồi được xuất bản trong cuốn The Logical Structure of Linguistic Theory vào năm 1975. Giáo sư George Armitage Miller của Harvard đã rất ấn tượng với công trình của Noam và ngỏ lời cộng tác với ông viết một số bài báo liên quan đến ngôn ngữ học tính toán. Tấm bằng Tiến sĩ Ngôn ngữ học đã giúp Noam được miễn nhập ngũ theo chương trình nghĩa vụ quân sự của Mỹ từ năm 1955.
Năm 1947, Chomsky nảy sinh mối tình với bà Carol Doris Schatz, hai người đã quen biết từ lúc còn nhỏ. Họ kết hôn năm 1949. Sau khi Chomsky trở thành nghiên cứu sinh tại Harvard, cặp vợ chồng chuyển đến khu Allston thuộc Boston sinh sống, rồi tới năm 1965 thì chuyển về vùng ngoại ô Lexington. Năm 1953, họ được nhận trợ cấp của Đại học Harvard để sang công tác ở Châu Âu. Họ khởi hành từ Vương quốc Anh qua Pháp, từ Thụy Sĩ sang Ý, cuối cùng nán chân tại kibbutz HaZore'a của tổ chức Hashomer Hatzair ở Isreal. Mặc dù Noam rất hứng khởi khi được sang Isreal, ông lại thấy hãi hùng trước sự thịnh hành của chủ nghĩa dân tộc Do Thái, bài Ả Rập và ủng hộ Stalin của cộng đồng cánh tả nơi đây. Vào các dịp ghé thăm Thành phố New York, Chomsky thường tạt qua trụ sở của tạp chí vô chính phủ Fraye Arbeter Shtime tiếng Yiddish và say mê nghiên cứu tư tưởng của Rudolf Rocker, tác giả mà đã giới thiệu ông về mối quan hệ giữa chủ nghĩa vô chính phủ và chủ nghĩa tự do cổ điển. Ngoài ra, Chomsky cũng đọc tác phẩm của nhiều văn sĩ cánh tả khác, trong đó có những người theo chủ nghĩa vô chính phủ như Mikhail Bakunin và Diego Abad de Santillán, những người theo chủ nghĩa xã hội dân chủ như George Orwell, Bertrand Russell và Dwight Macdonald, những người theo chủ nghĩa Marx như Karl Liebknecht, Karl Korsch và Rosa Luxemburg. Ông bị cuốn hút bởi lý tưởng về một xã hội theo chủ nghĩa vô chính phủ công đoàn, gần giống như các công xã vô chính phủ thời Nội chiến Tây Ban Nha được nhắc đến trong tác phẩm Catalonia – Tình yêu của tôi (1938) của Orwell. Ông cũng đọc các tạp chí cánh tả như Politics hay Living Marxism định kỳ theo chủ nghĩa cộng sản hội đồng song bác bỏ lập trường của chủ biên Paul Mattick.

### Buổi đầu sự nghiệp: 1976–1980
Chomsky kết bạn với hai nhà ngôn ngữ học tại Viện Công nghệ Massachusetts (MIT), Morris Halle và Roman Jakobson; Jakobson trước đây đã đảm bảo giúp ông một vị trí trợ lý giáo sư tại đây vào năm 1955. Ở MIT, Chomsky dành một nửa thời gian cho dự án dịch thuật máy, nửa còn lại để dành cho việc giảng dạy các khóa ngôn ngữ học và triết học trên giảng đường. Ông nhận xét MIT là "một nơi khá tự do và phóng khoáng, hoàn toàn cởi mở cho việc thử nghiệm và không có các yêu cầu cứng nhắc. Nó hoàn hảo cho một người có sở thích và công việc riêng biệt như tôi." Năm 1957, ông được phong hàm phó giáo sư của MIT, và từ năm 1957 đến năm 1958, ông được Đại học Columbia bổ nhiệm làm giáo sư thỉnh giảng. Ông cùng bà Carol sinh bé gái đầu lòng cùng năm đó, đặt tên là Aviva Chomsky. Trong thời gian này, ông cũng xuất bản cuốn sách đầu tay về ngôn ngữ học, Các cấu trúc của cú pháp, một công trình phản đối triệt để tư tưởng Harris – Bloomfield thống trị trong giới nghiên cứu ngôn ngữ học lúc bấy giờ. Đón nhận của cộng đồng học thuật với ý tưởng của Chomsky dao động rất lớn, từ thờ ơ đến thù địch, nhưng nhìn chung thì ý tưởng ấy đã gây chia rẽ và "biến động đáng kể" ngành ngôn ngữ học. Nhà ngôn ngữ học John Lyons khẳng định cuốn Các cấu trúc của cú pháp "đã cách mạng hóa việc nghiên cứu khoa học về ngôn ngữ". Từ năm 1958 đến năm 1959, Chomsky là thành viên Quỹ Khoa học Quốc gia tại Viện Nghiên cứu Cao cấp Princeton, New Jersey.

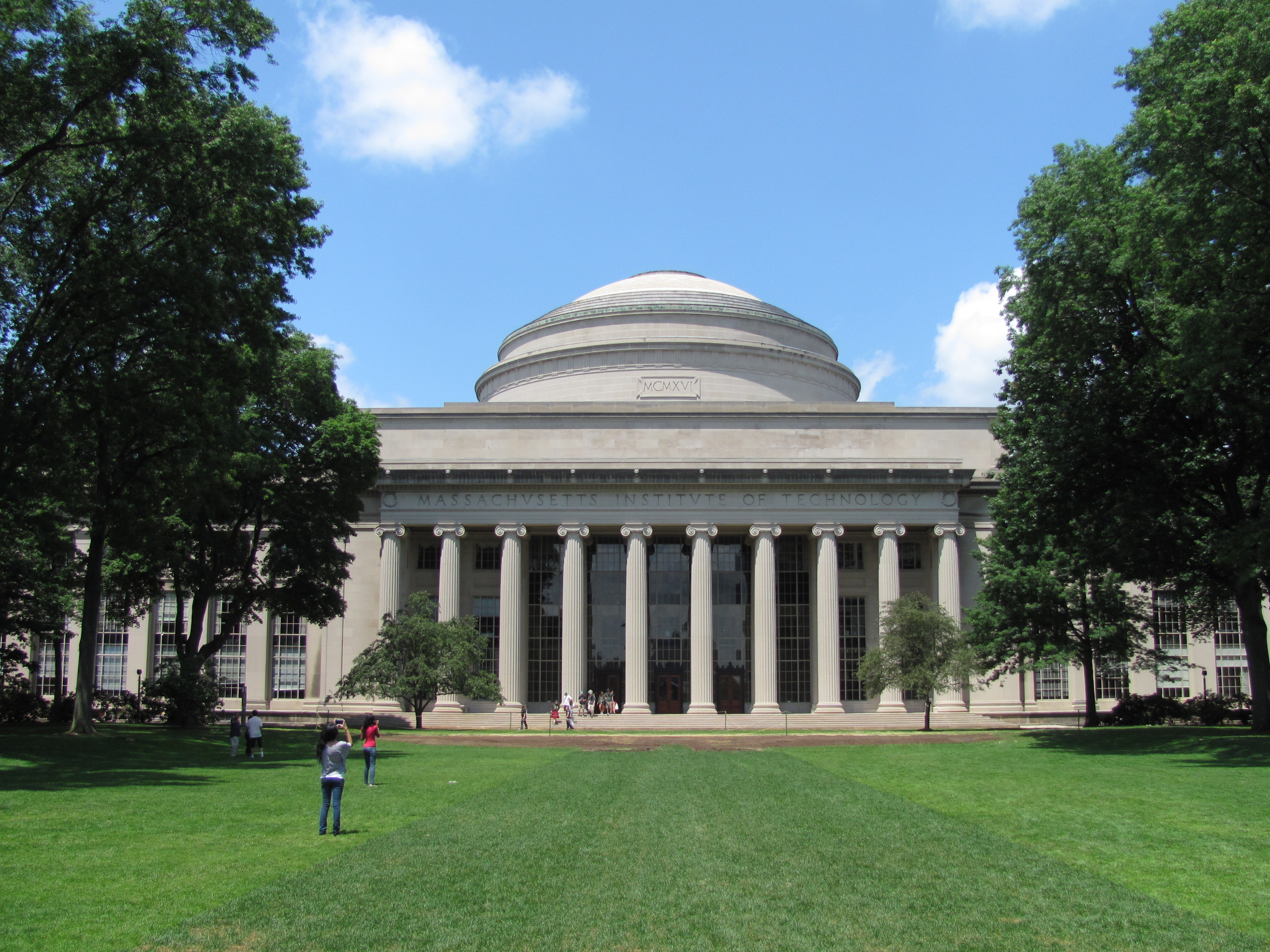
Great Dome tại Học viện Công nghệ Massachusetts, nơi Noam công tác từ năm 1955

Năm 1959, Chomsky viết bài phê bình tác phẩm Verbal Behavior (1957) của B. F. Skinner đăng trên tạp chí học thuật Language, phản bác quan điểm cho rằng ngôn ngữ là hành vi có thể học được. Ông cho rằng Skinner đã bỏ qua vai trò sáng tạo của con người trong ngôn ngữ và bài phê bình trên đã nâng tầm Chomsky trở thành một trí thức thực thụ. Chomsky và Halle đồng sáng lập chương trình ngôn ngữ học sau đại học của MIT. Năm 1961, ông được trao nhiệm kỳ, trở thành Giáo sư thực thụ tại Khoa Ngôn ngữ và Ngôn ngữ học hiện đại. Chomsky tiếp tục được bổ nhiệm làm diễn giả toàn thể tại Đại hội Ngôn ngữ học Quốc tế lần thứ IX tổ chức vào năm 1962 tại Cambridge, Massachusetts, điều mà đã khiến ông trở thành người phát ngôn de facto của nền ngôn ngữ học Mỹ. Giữa năm 1963 và 1965, ông góp ý cho dự án "thiết lập ngôn ngữ tự nhiên như một ngôn ngữ hoạt động để chỉ huy và kiểm soát" do Quân đội Hoa Kỳ tài trợ; Barbara Partee, cộng tác viên của dự án và từng là học trò của Chomsky, nói rằng dự án này có mục đích: "trong trường hợp xảy ra chiến tranh hạt nhân, các tướng lĩnh sẽ phải ở dưới lòng đất và phải tham mưu thông qua các loại máy tính, và rằng dạy máy tính hiểu tiếng Anh có lẽ sẽ dễ dàng hơn là dạy các tướng lĩnh biết cách lập trình."
Chomsky công bố các ý tưởng ngôn ngữ học suốt nhiều thập kỷ tiếp theo, nổi bật bao gồm Aspects of the Theory of Syntax (1965), Topics in the Theory of Generative Grammar (1966), và Cartesian Linguistics: A Chapter in the History of Rationalist Thought (1966). Ông và Halle cùng nhau biên soạn loạt sách Studies in Language do Harper and Row xuất bản. Song song trong vai trò là một ngôi sao đang lên trong giới học thuật, Chomsky cũng bắt đầu giảng dạy tại Đại học California, Berkeley, vào năm 1966. Các bài giảng Beckman của ông tại Berkeley đã được sưu tập và xuất bản thành sách dưới nhan đề Language and Mind vào năm 1968. Bất chấp thanh danh ngày càng lớn của mình, quan hệ giữa Chomsky và một số đồng nghiệp cũng như một số sinh viên luận án cũ của ông – như Paul Postal, John "Haj" Ross, George Lakoff và James D. McCawley – dần trở xấu và châm ngòi cho cuộc tranh luận học thuật gay gắt mang tên "Cuộc chiến ngôn ngữ học", mặc dù vấn đề cốt yếu của cuộc tranh luận thiên về triết học nhiều hơn chứ không phải ngôn ngữ học. Vào thời điểm ấy, Chomsky có nhận xét về MIT như sau: "[đây] là một trường đại học có trụ sở tại Lầu Năm Góc. Và tôi đang ở một phòng thí nghiệm do quân đội tài trợ." Chomsky kể lại rằng lúc bấy giờ ông "đã ngẫm nghĩ một chút" về việc xin từ chức ở MIT vì cuộc chiến đang diễn ra ở Việt Nam.

### Hoạt động phản chiến và bất đồng chính kiến: 1967–1975
— Chomsky nói về Chiến tranh Việt Nam
Chomsky tham gia các cuộc biểu tình phản đối sự can thiệp của Hoa Kỳ trong Chiến tranh Việt Nam vào năm 1962, bàn luận về vấn đề này tại các cuộc tụ họp ở nhà thờ và tư gia. Bài phê bình của ông về sự can dự của Hoa Kỳ năm 1967, mang tiêu đề "Bổn phận của những người trí thức", cùng nhiều bài đăng khác trên tạp chí The New York Review of Books, đã chứng tỏ ông là một nhà bất đồng chính kiến công khai. Bài tiểu luận trên và các bài báo chính trị khác của Chomsky đã được sưu tập và xuất bản vào năm 1969 như một phần của cuốn sách chính trị đầu tay của ông có nhan đề American Power and the New Mandarins. Ông tiếp nối trước tác đó với nhiều cuốn sách nữa, bao gồm At War with Asia (1970), The Backroom Boys (1973), For Reasons of State (1973), và Peace in the Middle East? (1974), được xuất bản bởi Pantheon Books. Những ấn phẩm này đã cho thấy rõ mối liên kết của Chomsky với phong trào Cánh tả Mới tại Mỹ, mặc dù ông ít để tâm đến các học giả có hơi hướng thiên tả khác như Herbert Marcuse hay Erich Fromm. Chomsky dẫu vậy vẫn bị truyền thông chính lưu Mỹ bấy giờ phớt lờ.
Ông tham gia các hoạt động chính trị của cánh tả: kháng trả phân nửa tiền thuế, công khai ủng hộ những sinh viên không chấp hành lệnh nhập ngũ và bị bắt giam khi đang rao giảng tư tưởng phản chiến bên ngoài Lầu Năm Góc. Trong thời gian đó, Chomsky đồng sáng lập tổ chức phản chiến RESIST cùng với Mitchell Goodman, Denise Levertov, William Sloane Coffin và Dwight Macdonald. Mặc dù hoài nghi về mục đích của các cuộc biểu tình sinh viên năm 1968, Chomsky vẫn nhiệt thành ủng hộ các nhóm hoạt động sinh viên, và cùng với đồng nghiệp Louis Kampf, điều hành các khóa học chính trị chui tại MIT, tránh né khoa Lý luận chính trị đang bị phe Bảo thủ chi phối. Tuy thông cảm với cuộc vận động của hội sinh viên nhằm ngăn chặn dự án nghiên cứu vũ khí và biện pháp phòng chống bạo loạn tại MIT, Chomsky cảm thấy những nghiên cứu đó vẫn nên được thực hiện nhưng phải nằm dưới sự giám sát của MIT và chỉ giới hạn ở các hệ thống răn đe – phòng thủ.
Do các hoạt động phản chiến của mình, Chomsky đã nhiều lần bị bắt giam và ghi tên vào danh sách kẻ thù của Tổng thống Richard Nixon. Chomsky nhận thức rõ hậu quả tiềm ẩn của hành động bất tuân dân sự; vợ ông tự học lấy bằng tiến sĩ ngôn ngữ học để hỗ trợ gia đình, đề phòng trường hợp chồng bị bỏ tù hoặc thất nghiệp. Tiếng tăm khoa học của Chomsky đã giúp ông tránh được các chế tài hành chính nhắm vào ông. Năm 1970, ông đi thăm Đông Nam Á, đứng giảng một buổi tại Đại học Bách Khoa Hà Nội rồi sang Lào để tham quan các trại tị nạn chiến tranh. Năm 1973, ông góp sức tổ chức một ủy ban kỷ niệm 50 năm ngày thành lập Liên đoàn Phản chiến (War Resisters League).
Đóng góp của Chomsky trong lĩnh vực ngôn ngữ học tiếp tục được quốc tế công nhận khi ông liên tục giành về các tấm bằng tiến sĩ danh dự. Ông tổ chức các buổi đứng giảng công cộng tại Đại học Cambridge, Đại học Columbia (Các bài giảng Woodbridge), và Đại học Stanford. Cuộc tranh luận năm 1971 của Chomsky với nhà triết học lục địa Pháp Michel Foucault đã biến ông thành một đại biểu gương mẫu của triết học phân tích. Ông tiếp tục xuất bản các cuốn sách ngôn ngữ học, đáng chú ý như Studies on Semantics in Generative Grammar (1972), ấn bản mở rộng của cuốn Language and Mind (1972), và cuốn Reflections on Language (1975). Năm 1974, Chomsky trở thành viện sĩ Viện Hàn lâm Anh Quốc (Fellow of the British Academy).

### Edward S. Herman và sự vụ Faurisson: 1976–1980

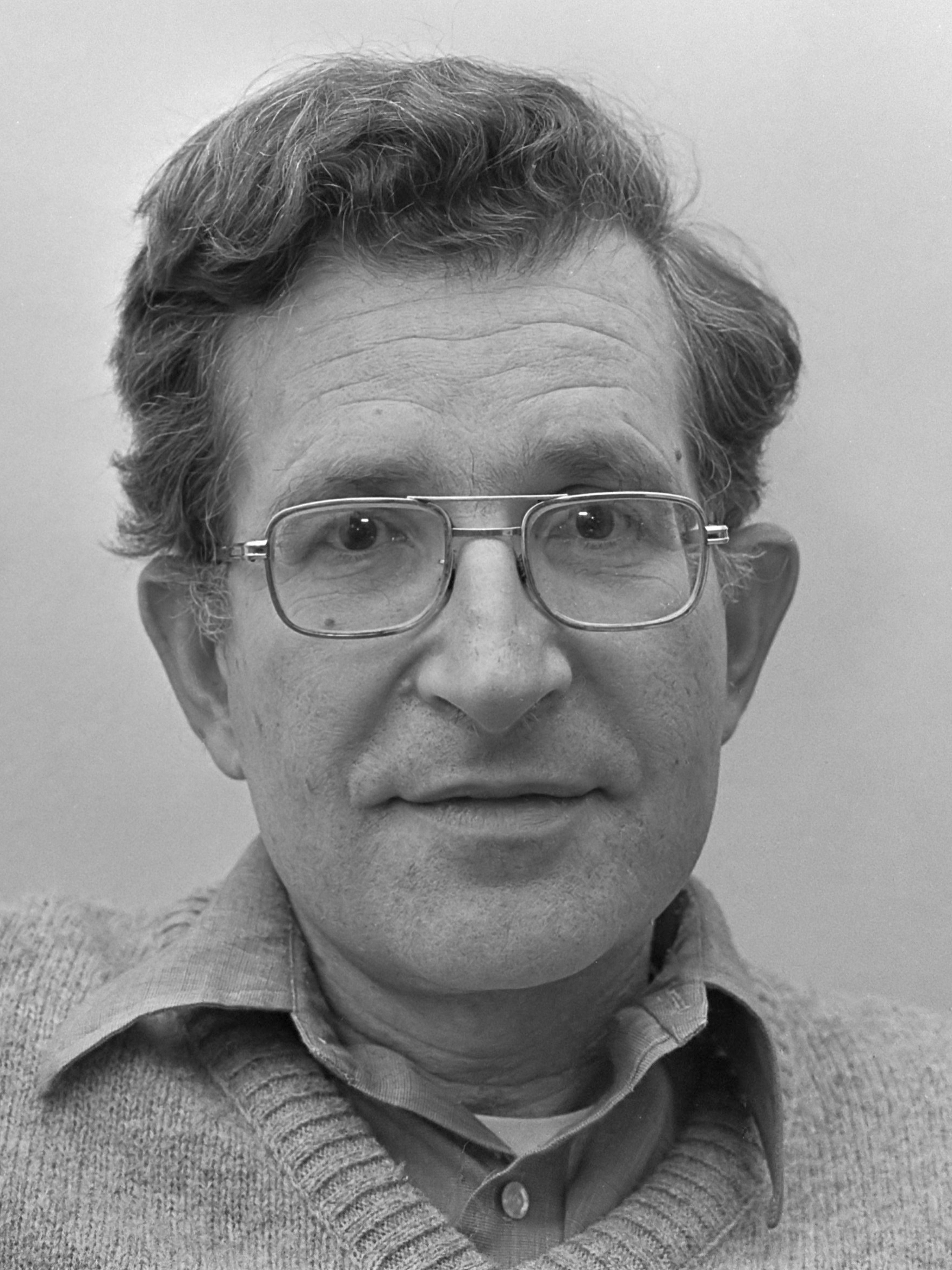
Chân dung Chomsky năm 1977

Vào những năm 1970 và 1980, tuyển văn của Chomsky về ngôn ngữ học mở rộng đáng kể và góp phần làm rõ thêm những tác phẩm đi trước của ông, đồng thời phản hồi các chỉ trích và cập nhật những lý thuyết mới. Các buổi đàm thoại chính trị của ông vấp phải nhiều tranh cãi, nhất là vì những phê phán của ông đối với chính phủ và quân đội Israel. Vào đầu những năm 1970, Chomsky cộng tác với Edward S. Herman, một người đồng chí hướng phản đối cuộc chiến tại Việt Nam. Họ bắt tay viết cuốn Counter-Revolutionary Violence: Bloodbaths in Fact & Propaganda, phê phán sự can thiệp quân sự của Mỹ ở Đông Nam Á cũng như sự che đậy của giới truyền thông đại chúng tại quê nhà. Nhà xuất bản Warner Modular đã cho in cuốn sách vào năm 1973, nhưng công ty mẹ của họ lại không chấp nhận nội dung và ra lệnh tiêu hủy hết số sách đã in.
Chomsky nhận được sự hỗ trợ của South End Press, một công ty chuyên xuất bản các sách báo hoạt động xã hội do Michael Albert sáng lập. Năm 1979, South End chế bản tác phẩm Counter-Revolutionary Violence đã qua sửa đổi của Chomsky và Herman, chia làm hai tập với nhan đề The Political Economy of Human Rights. Trong tác phẩm, Chomsky và Herman so sánh phản ứng của giới truyền thông Hoa Kỳ đối với nạn diệt chủng Campuchia và với sự kiện Indonesia chiếm đóng Đông Timor. Họ lập luận rằng, bởi lẽ Indonesia là đồng minh của Mỹ, truyền thông nước này đã phớt lờ tình hình ở Đông Timor, trong khi đó lại hết sức tập trung vào các sự kiện ở Campuchia, một trong những kẻ thù của Mỹ. Bộ sách rất gây tiếng vang và có ảnh hưởng rất tích cực; theo đó, hai nhân chứng của cuộc chiếm đóng Đông Timor đã được phép phát biểu trước Ủy ban đặc biệt của Liên hợp quốc về phi thực dân hóa, đồng thời truyền thông Mỹ cũng được khuyến khích đưa tin về cuộc chiếm đóng và các buổi gặp mặt với người tị nạn dần được tổ chức tại Lisbon, Bồ Đào Nha. Học giả Marxist Steven Lukes cáo buộc Chomsky đã phản bội lý tưởng vô chính phủ của ông bằng những lời biện hộ cho lãnh tụ Khmer Đỏ Pol Pot. Herman về sau có chia sẻ rằng cuộc bàn cãi đã khiến Chomsky "phải trả một cái giá cá nhân rất đắt", Chomsky cho rằng "những trí thức ngoan đạo của phương Đông hoặc phương Tây" đối phó với sự bất đồng chính kiến bằng cách "áp đảo nó bằng nhiều lời dối trá". Ông coi những lời xỏ xiên bản thân ông ít quan trọng hơn bằng chứng về sự ngoan đạo, "giới trí thức chính thống lấp liếm hoặc biện hộ cho tội ác của nhà nước họ".
Chomsky từ lâu đã công khai chỉ trích chủ nghĩa Quốc xã và chủ nghĩa toàn trị nói chung, nhưng cam kết của ông với tự do ngôn luận đã khiến ông bất đắc dĩ bảo vệ phát biểu phủ nhận Holocaust của sử gia người Pháp Robert Faurisson. Chomsky không hề hay biết lời cổ súy của mình cho sự lộng ngôn của Faurisson đã được xuất bản làm lời tựa cho cuốn Mémoire en défense contre ceux qui m'accusent de falsifier l'histoire vào năm 1980. Chomsky bị lên án vì dám bênh vực Faurisson. Báo chí chính thống Pháp cáo buộc Chomsky là kẻ phủ nhận Holocaust và từ chối công bố các phản bác của Chomsky đối với các cáo buộc đó. Nhà xã hội học Werner Cohn phê phán quan điểm của Chomsky, thậm chí đã xuất bản một phân tích về vụ lùm xùm với nhan đề Partners in Hate: Noam Chomsky and the Holocaust Deniers. Vụ Faurisson đã có một ảnh hưởng hết sức lâu dài và gây phương hại lớn lao đến danh tiếng của Chomsky, đặc biệt là ở Pháp.

### Phê phán bộ máy tuyên truyền và quan hệ quốc tế: 1980–2001
Năm 1985, trong Chiến tranh Contra Nicaragua (cuộc chiến giữa lực lượng dân quân hậu thuẫn bởi Hoa Kỳ chống chính phủ Sandinista), Chomsky tới Managua để gặp gỡ các công đoàn và những người tị nạn cuộc xung đột, giảng dạy về chính trị và ngôn ngữ học. Nhiều bài giảng trong số đó đã được xuất bản vào năm 1987 với nhan đề On Power and Ideology: The Managua Lectures. Năm 1983, ông xuất bản cuốn The Fateful Triangle, trong đó lập luận rằng Hoa Kỳ đã liên tục sử dụng xung đột Israel – Palestine để trục lợi. Năm 1988, Chomsky đến thăm các vùng lãnh thổ Palestine bị Israel chiếm đóng.
Cuốn Manufacturing Consent: The Political Economy of the Mass Media (1988) của Chomsky và Herman phác thảo mô hình tuyên truyền nhằm mục đích hiểu rõ hơn cách thức hoạt động của bộ máy truyền thông đại chúng. Họ lập luận rằng ngay cả ở những quốc gia không có sự kiểm duyệt chính thức, tin tức vẫn phải đi qua năm bộ lọc (filters) có chức năng sàng sảy nội dung và tác động đến cách thức trình bày tin tức. Cảm hứng viết sách của hai ông bắt nguồn từ nhà văn Alex Carey, sau đó được chuyển thể thành phim tài liệu vào năm 1992. Năm 1989, Chomsky cho ra mắt cuốn Necessary Illusions: Thought Control in Democratic Societies, nội dung khẳng định rằng một nền dân chủ thật sự đòi hỏi các công dân của chế độ đó phải có khả năng tự vệ chống lại các phương tiện truyền thông và văn hóa trí thức ưu tú kiểm soát họ. Đến những năm 1980, nhiều học trò của Chomsky trở thành những nhà ngôn ngữ học chuyên nghiệp, những người có công sức mở rộng và hiệu đính các lý thuyết ngôn ngữ của ông.
Vào những năm 1990, Chomsky hoạt động chính trị tích cực hơn. Ông vẫn kiên quyết lập trường rằng Indonesia nên trao trả độc lập cho Đông Timor. Năm 1995, ông sang Úc để đàm thoại về vấn đề này nhân danh Hiệp hội Cứu trợ Đông Timor và Hội đồng Quốc gia Kháng chiến Đông Timor. Các bài giảng của ông về vấn đề này đã được xuất bản dưới nhan đề Powers and Prospects vào năm 1996. Nhà nghiên cứu tiểu sử Wolfgang Sperlich cho rằng, Chomsky là người có nhiều đóng góp nhất cho nền độc lập của Đông Timor và ngoài Chomsky ra thì chỉ có phóng viên điều tra John Pilger bênh vực cho nước này. Sau khi Đông Timor giành được độc lập vào năm 1999, Lực lượng Quốc tế do Úc lãnh đạo đóng quân tại đây trở thành lực lượng gìn giữ hòa bình chủ yếu; Chomsky chỉ trích việc Úc lợi dụng vấn đề này để bảo kê nguồn dự trữ dầu và khí đốt của Đông Timor theo Hiệp ước Timor Gap.

### Chỉ trích Chiến tranh Iraq và nghỉ hưu MIT: 2001–2017

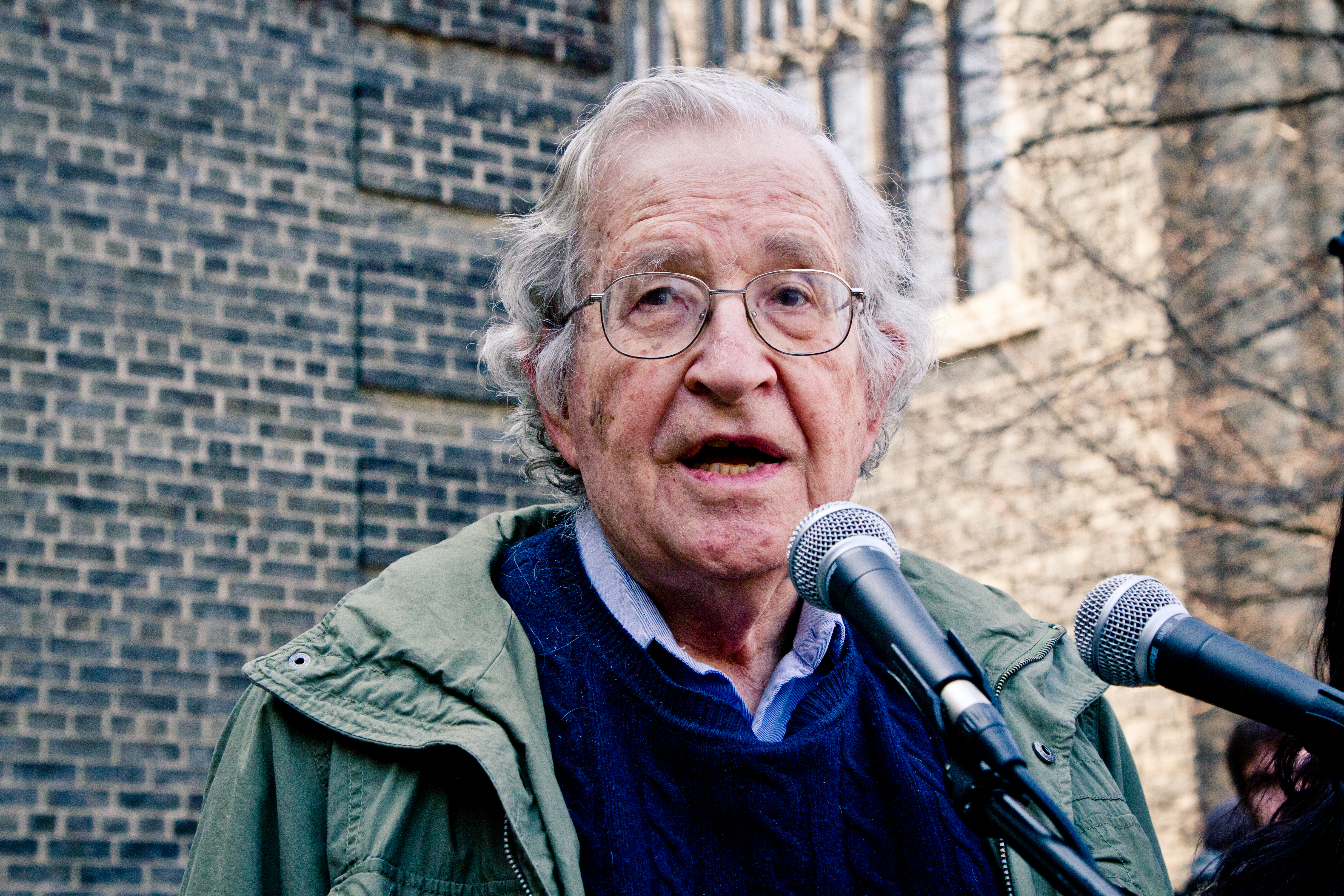
Chomsky diễn thuyết ủng hộ phong trào Occupy vào năm 2011

Sau vụ khủng bố ngày 11 tháng 9 năm 2001, Chomsky được giới báo chí hiếu kỳ tìm tới phỏng vấn; Seven Stories Press hiệu đính và xuất bản những cuộc phỏng vấn này vào tháng 10 cùng năm. Chomsky cho rằng chính sách đáp trả của Mỹ, hay còn gọi là Chiến tranh chống khủng bố (War on Terror), không phải là tiến triển mới mà chẳng qua chỉ là sự tiếp nối của chính sách đối ngoại của Hoa Kỳ vốn đã tồn tại từ thời Reagan cùng với những lời khoa trương đi kèm. Năm 2001, ông vinh dự đọc điếu văn tưởng niệm D.T. Lakdawala tại New Delhi. Năm 2003, ông đến thăm Cuba theo lời mời của Hiệp hội các nhà khoa học xã hội Mỹ Latinh. Tác phẩm Hegemony or Survival xuất bản cùng năm của Chomsky trình bày khái niệm "đại chiến lược đế quốc" của Hoa Kỳ, phê phán Chiến tranh Iraq cùng nhiều khía cạnh của chiến tranh chống khủng bố. Chomsky đi công tác quốc tế với tần suất đều đặn hơn trong khoảng thời gian này.
Chomsky nghỉ hưu MIT vào năm 2002, nhưng vẫn tiếp tục nghiên cứu và tổ chức các buổi hội thảo trong khuôn viên trường với tư cách giáo sư danh dự. Cùng năm đó, Chomsky tới Thổ Nhĩ Kỳ để dự phiên tòa xét xử một nhà xuất bản bị buộc tội phản quốc vì cho in ấn một trong số các tác phẩm của ông. Vì Chomsky đòi tòa án xét xử ông như một đồng bị cáo, cộng thêm áp lực từ truyền thông quốc tế, Tòa án An ninh Thổ Nhĩ Kỳ đã bác cáo trạng ngay tại phiên tòa đầu tiên. Cũng trong khuôn khổ chuyến đi, Chomsky ghé thăm đồng bào người Kurd tại nước này và lên tiếng ủng hộ quyền tự do ý chí cho dân tộc Kurd. Ông dự các hội nghị của diễn đàn Xã hội Thế giới vào năm 2002 và 2003, lần lượt tại Brazil và Ấn Độ.
Chomsky là người ủng hộ phong trào Occupy (hay Phong trào Chiếm) tại Mỹ, tổ chức đàm thoại tại các khu trại và xuất bản hai tác phẩm ghi lại ảnh hưởng của phong trào: bài tiểu luận Occupy (2012) và cuốn Occupy: Reflections on Class War, Rebellion and Solidarity (2013). Ông cho rằng sự lớn mạnh của phong trào Occupy là do Đảng Dân chủ đã từ bỏ lợi ích của giai cấp công nhân da trắng. Tháng 3 năm 2014, Chomsky gia nhập và trở thành hội viên cấp cao của hội đồng cố vấn Tổ chức Hòa bình Thời đại Hạt nhân, ủng hộ việc bãi bỏ vũ khí hạt nhân trên toàn cầu. Bộ phim tài liệu mang tên Requiem for the American Dream phát hành vào năm 2015 đã tóm lược lập trường của Chomsky về chủ nghĩa tư bản và sự bất bình đẳng kinh tế thông qua "bài hội thảo 75 phút".

### Đại học Arizona: 2017–nay
Năm 2017, Chomsky thuyết giảng một khóa học chính trị tại Đại học Arizona, Tucson; sau được thuê làm giáo sư bán thời gian của khoa ngôn ngữ học tại đó, chịu trách nhiệm giảng dạy và tổ chức các buổi hội thảo công cộng. Lương dạy học của ông tới từ các khoản tiền quyên góp thiện nguyện.
Năm 2018, Chomsky ký Tuyên ngôn về Ngôn ngữ Chung nhằm ủng hộ việc công nhận tiếng Croatia, tiếng Serbia, tiếng Bosniaks và tiếng Montenegro là cùng một thứ tiếng.
Vào tháng 3 năm 2022, Chomsky phát biểu rằng sự kiện Nga xâm lược Ukraina 2022 là một "tội ác chiến tranh nghiêm trọng", đứng ngang hàng với cuộc xâm lược Iraq do Hoa Kỳ lãnh đạo vào năm 2003 và cuộc xâm lược Ba Lan do Đức và Liên Xô phát động năm 1939.

## Lý thuyết ngôn ngữ
— Edward Marcotte nói về tầm quan trọng của lý thuyết ngôn ngữ học Chomsky
Cơ sở lý thuyết ngôn ngữ của Chomsky dựa chủ yếu trên khung sườn lý thuyết của ngành ngôn ngữ học sinh học, một trường phái ngôn ngữ học cho rằng các nguyên tắc làm nền tảng cho cấu trúc ngôn ngữ đã được định sẵn về mặt sinh học trong tâm trí con người, theo đó ngôn ngữ là một đặc điểm di truyền. Ông lập luận rằng tất cả loài người đều sở hữu chung một cấu trúc ngôn ngữ cơ bản, bất kể sự khác biệt về văn hóa xã hội. Chomsky bác bỏ thuyết hành vi cực đoan của B. F. Skinner, người mà cho rằng hành vi (bao gồm lời nói và tư duy) là thứ con người học được từ sự tương tác giao tiếp trước đó và ảnh hưởng của môi trường xung quanh. Thay vào đó, Chomsky cho rằng ngôn ngữ là sự phát triển tiến hóa độc đáo của riêng loài người, khác biệt hoàn toàn so với các phương thức giao tiếp ở các loài động vật khác. Quan điểm của Chomsky về sự bẩm sinh, nội tại của ngôn ngữ thuộc vào trường phái triết học "duy lý", đối lập với quan điểm phản bẩm sinh, ngoại tại của ngôn ngữ thuộc trường phái triết học "duy nghiệm", lý thuyết mà cho rằng mọi kiến thức, kể cả ngôn ngữ, được tiếp thu thông qua các kích thích bên ngoài.

### Ngữ pháp phổ quát
Kể từ những năm 1960, Chomsky vẫn duy trì niềm tin rằng ngữ pháp ít nhất một phần là bẩm sinh, cho rằng trẻ em chỉ cần học một số đặc điểm ngôn ngữ mẹ đẻ cụ thể để có khả năng nói thành thạo. Dựa trên những quan sát về khả năng thụ đắc ngôn ngữ ở con người, ông đã đề xuất khái niệm "sự nghèo nàn của tác nhân kích thích" (poverty of the stimulus), hay sự bất cân xứng cực kỳ lớn giữa các kích thích ngôn ngữ thời thơ ấu và năng lực ngôn ngữ phong phú đạt được khi trưởng thành. Tức là như sau, mặc dù trẻ em ban đầu chỉ tiếp xúc với một tập hợp rất nhỏ và hữu hạn các biến thể cú pháp của ngôn ngữ đầu tiên của chúng, song bằng một cách kì diệu nào đó, chúng sau này lĩnh hội được tính hệ thống và tính tổ chức cao để có thể thông hiểu và sản xuất vô số câu từ trong ngôn ngữ đó, bao gồm cả những câu từ chưa từng được học. Để giải thích điều này, Chomsky cho rằng dữ liệu ngôn ngữ thoạt đầu đã được bổ chính bởi một năng lực ngôn ngữ bẩm sinh. Ngoài ra, dù rằng trẻ em và mèo con đều có khả năng suy luận quy nạp, song nếu ta cho chúng tiếp xúc với cùng một dữ liệu ngôn ngữ, đứa trẻ loài người sẽ luôn đắc thụ khả năng hiểu và sản xuất ngôn ngữ, còn bé mèo sẽ chẳng thể tiếp thụ được hai khả năng đó. Chomsky gọi khả năng chênh biệt đó là cơ quan thụ đắc ngôn ngữ (language acquisition device), và đề xuất rằng các nhà ngôn ngữ học cần xác định cơ quan đó là gì và những ràng buộc mà nó áp đặt lên phạm vi ngôn ngữ có thể sử dụng của con người. Những đặc điểm phổ quát tạo ra từ sự ràng buộc đó có thể được gọi chung là "ngữ pháp phổ quát". Tuy vậy, nhiều học giả đã phản bác thuyết phổ quát của Chomsky dựa trên các luận điểm sau: tính bất khả thi về mặt tiến hóa của cơ sở di truyền đối với ngôn ngữ, sự thiếu sót đặc điểm phổ quát giữa các ngôn ngữ, và mối liên hệ chưa được chứng minh giữa các cấu trúc bẩm sinh/phổ quát và các cấu trúc của những ngôn ngữ cụ thể. Nhà tâm lý học Michael Tomasello thách thức thuyết cú pháp bẩm sinh của Chomsky, phê phán rằng nó chỉ dựa trên lý thuyết suông chứ chưa dựa trên thực chứng quan sát hành vi. Lý thuyết này trở nên rất phổ biến từ những năm 1960 đến những năm 1990, nhưng rốt cuộc đã bị cộng đồng nghiên cứu chính thống về sự thụ đắc ngôn ngữ ở trẻ em bác bỏ vì bất tương đồng với các bằng chứng thực nghiệm. Các nhà ngôn ngữ học như Robert Freidin, Geoffrey Sampson, Geoffrey K. Pullum và Barbara Scholz đều cho rằng các bằng chứng đưa ra bởi Chomsky là sai lầm.

### Ngữ pháp chuyển đổi – tạo sinh
Ngữ pháp chuyển đổi – tạo sinh là một lý thuyết rộng nhằm mô hình hóa, mã hóa và biện luận đánh giá khả năng ngôn ngữ của người bản xứ. Các mô hình "ngữ pháp hình thức" này mô tả các cấu trúc trừu tượng của một ngôn ngữ cụ thể và liên hệ chúng với các cấu trúc tương tự trong các ngôn ngữ khác. Chomsky bắt đầu phát triển lý thuyết ngữ pháp chuyển đổi vào giữa những năm 1950 và nó đã trở thành lý thuyết cú pháp thống trị trong giới ngôn ngữ học hơn hai thập kỷ tiếp sau. Thuật ngữ "chuyển đổi" ở đây đề cập đến các mối quan hệ cú pháp trong ngôn ngữ, ví dụ: ta hoàn toàn có thể suy luận chủ ngữ trong hai câu khác nhau là cùng một thể. Lý thuyết của Chomsky cho rằng ngôn ngữ bao gồm các cấu trúc sâu và cấu trúc mặt (deep structures and surface structures): Cấu trúc mặt hướng ngoại ánh xạ các quy tắc ngữ âm tới âm thanh, trong khi cấu trúc sâu hướng nội ánh xạ từ ngữ tới ý nghĩa khái niệm. Ngữ pháp chuyển đổi – tạo sinh vận dụng ký hiệu toán học để biểu diễn các quy tắc chi phối mối liên hệ giữa ý nghĩa và âm thanh (tương ứng với cấu trúc sâu và mặt). Theo đó, các nguyên tắc ngôn ngữ có thể tạo sinh một cách toán học các cấu trúc câu tiềm năng trong ngôn ngữ.

Các tập hợp bao hàm trong hệ phân cấp Chomsky

Chomsky thường được xem là người phát minh thuyết ngữ pháp chuyển đổi – tạo sinh, nhưng trên thực tế, đóng góp ban đầu của ông cho lĩnh vực này còn khá khiêm tốn. Trong bài luận văn năm 1955 và giáo trình Các cấu trúc cú pháp (1957), Chomsky đã trình bày các bước tiến mới trong kỹ thuật phân tích ngôn ngữ được tiên phong bởi Zellig Harris, cố vấn PhD của Chomsky, và bởi Charles F. Hockett. Phương pháp của họ vốn lại bắt nguồn từ công trình của nhà ngôn ngữ học cấu trúc người Đan Mạch Louis Hjelmslev, người mà đã có công giới thiệu ngữ pháp giải thuật đến với ngành ngôn ngữ học đại cương. Dựa trên chuẩn ký hiệu ngữ pháp phụ thuộc quy tắc (rule-based notation) đề cập bên trên, Chomsky đã gộp các kiểu ngữ pháp cấu trúc-ngữ đoạn khả dĩ logic thành loạt bốn tập con lồng nhau (nested subset) và các kiểu dần phức tạp thành một mô hình duy nhất có tên là hệ phân cấp Chomsky. Đây được coi là khái niệm cực kỳ quan trọng trong thuyết ngôn ngữ hình thức và khoa học máy tính lý thuyết, cụ thể hơn là trong các phân ngạch của nó như lý thuyết ngôn ngữ lập trình, kỹ thuật xây dựng trình biên dịch và lý thuyết Automat.
Ngữ pháp chuyển đổi là mẫu hình nghiên cứu thống trị vào giữa những năm 1970. Tuy vậy, thuyết chi phối và ràng buộc hậu thân đã thay thế nó và trở nên cực kỳ ảnh hưởng vào đầu những năm 1990, thời điểm mà giới ngôn ngữ học đang ưa chuộng cách tiếp cận "tối giản" đối với ngữ pháp. Hướng nghiên cứu này dựa trên khung sườn lý thuyết quy tắc và tham số, theo đó giải thích rằng trẻ con có thể học bất cứ ngôn ngữ nào chỉ bằng cách lấp dần các tham số mở (một tập hợp các quy tắc ngữ pháp phổ quát) mà có khả năng thích ứng khi tiếp xúc với các dữ liệu ngôn ngữ. Chương trình tối giản, đề xướng bởi Chomsky, đặt câu hỏi rằng, quy tắc và tham số tối giản nào có thể khớp một cách vừa vặn, tự nhiên, và đơn giản nhất vào mô hình trên. Trong nỗ lực nhằm tối giản hóa ngôn ngữ thành một "hệ thống liên hệ giữa nghĩa tố và âm tố, chỉ sử dụng các khả năng ngôn ngữ khả dĩ tối thiểu", Chomsky bác bỏ các khái niệm "cấu trúc sâu" và "cấu trúc mặt", thay vào đó nhấn mạnh độ dẻo dai của các mạch thần kinh bên trong bộ não, từ đó mà con người có thể tạo ra hàng tỷ khái niệm hoặc "các dạng logic". Khi được phơi bày với dữ liệu ngôn ngữ, một bộ não của diễn-thính giả sẽ nhanh chóng liên kết âm thanh với ngữ nghĩa, và những quy luật ngữ pháp mà chúng ta quan sát, về bản chất, chỉ là hệ quả hoặc là hiệu ứng phụ của quá trình ngôn ngữ hoạt động mà thôi. Vậy nên, trong khi hầu hết các nghiên cứu trước đó của Chomsky chỉ tập trung vào các quy luật ngôn ngữ, giờ đây, ông chuyển hướng nghiên cứu sang các cơ chế mà bộ não vận dụng để tạo ra các quy luật và điều tiết lời nói.

## Lập trường chính trị
— James McGilvray, 2014
Chomsky là một nhà bất đồng chính kiến nổi tiếng ở Hoa Kỳ. Lập trường chính trị của ông hầu như bất biến kể từ thời trẻ, tức là từ lúc ông còn bị ảnh hưởng bởi chủ nghĩa hoạt động chính trị thấm nhuần vào truyền thống giai cấp công nhân Do Thái. Ông coi mình là một người theo chủ nghĩa công đoàn – vô chính phủ hoặc chủ nghĩa xã hội tự do cá nhân. Ông xem những lập trường này không phải là những lý thuyết chính trị chính xác, mà là những lý tưởng đáp ứng tốt nhất nhu cầu và nguyện vọng của con người: quyền tự do cá nhân, quyền tự do cộng đồng và quyền tự do hiệp hội. Không giống một số nhà xã hội chủ nghĩa khác, những người Marxist chẳng hạn, Chomsky cho rằng chính trị không phải là một phạm trù khoa học, song ông vẫn tin vào một xã hội lý tưởng dựa trên dữ liệu thực nghiệm và lý thuyết được chứng minh bằng thực nghiệm.
Theo Chomsky, thực tế chính trị luôn bị bóp méo hoặc bị đàn áp một cách có hệ thống bởi chế độ tập đoàn trị; chúng lợi dụng các phương tiện truyền thông, quảng cáo, think tank để quảng bá và tuyên truyền bản thân chúng. Các công trình chính trị của ông tìm cách phát lộ các hành động như vậy và vén bức màn che khuất sự thật. Chomsky tin rằng mạng lưới giả dối đó có thể bị phá vỡ bởi "lẽ thường", tư duy phản biện và sự hiểu biết về vai trò của tư lợi – tự lừa dối. Chomsky cho rằng giới trí thức từ bỏ nghĩa vụ đạo đức nói sự thật về chính trị thế giới do lo sợ mất uy tín và nguồn tài trợ. Ông cho rằng với tư cách là một người trí thức, bổn phận của ông là sử dụng đặc lợi xã hội, nguồn lực và thành quả đào tạo của mình để hỗ trợ các phong trào dân chủ được lòng dân.
Tuy đã nhiều lần tham gia vào các hành động bất tuân trực tiếp – biểu tình, chống đối cảnh sát, lập hội nhóm phản kháng – Chomsky hầu như chú tâm vào sứ mệnh lan truyền giáo dục, thường xuyên thuyết giảng trước công chúng. Chomsky cũng là thành viên lâu năm của Hội Công nhân Công nghiệp Thế giới, nối gót thân phụ.

### Chính sách đối ngoại của Hoa Kỳ

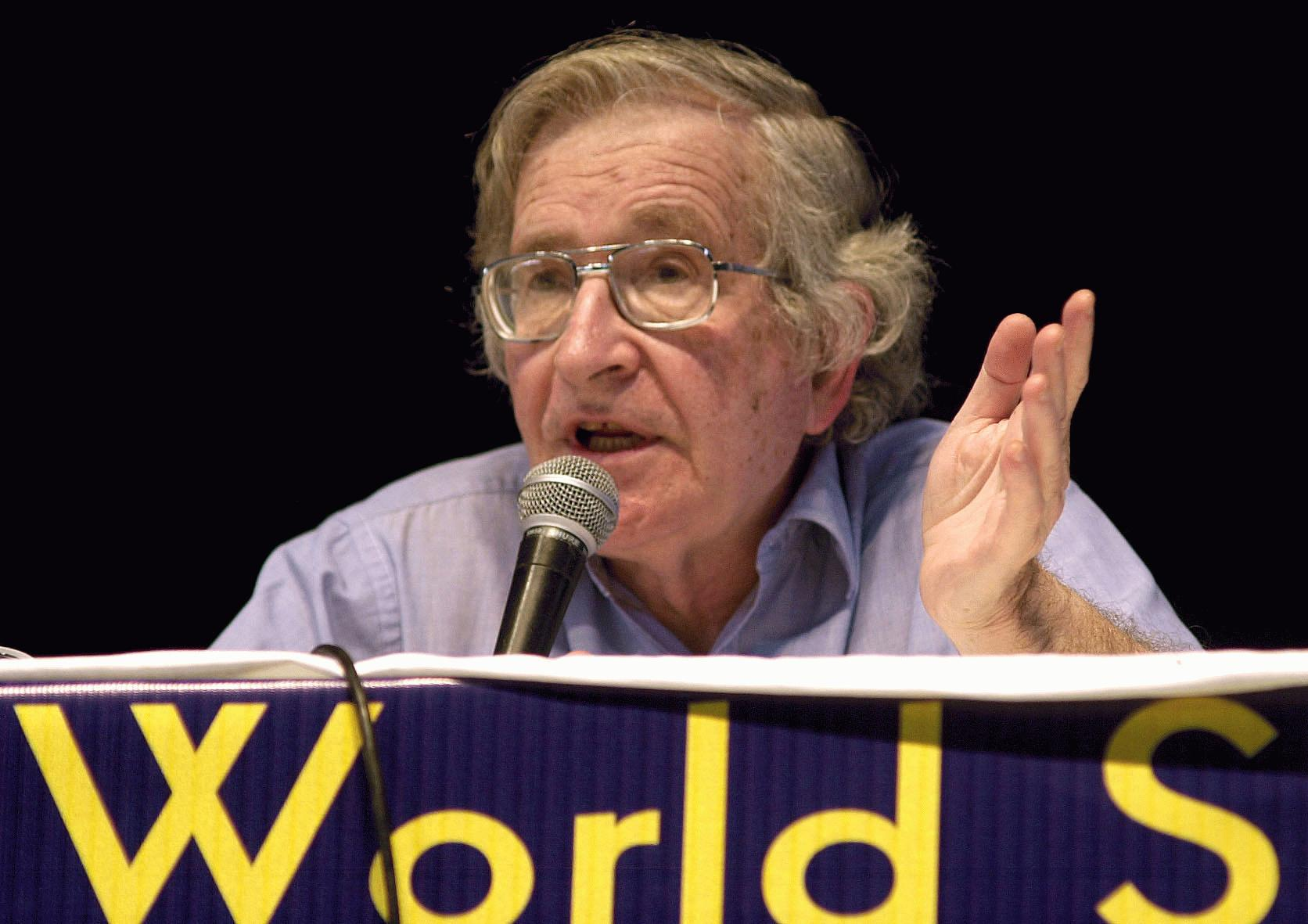
Chomsky phát biểu tại Diễn đàn Xã hội Thế giới, một diễn đàn chuyên bàn luận về vấn đề toàn cầu hóa chống bá quyền, tại Porto Alegre vào năm 2003

Chomsky là một nhà phê phán chủ nghĩa đế quốc Mỹ nổi bật. Ông từng nhận xét rằng, kể từ lúc mình sống đến giờ, Thế chiến II là cuộc chiến chính nghĩa duy nhất mà Mỹ từng tham gia. Ông tin rằng nguyên tắc cơ bản của chính sách đối ngoại Mỹ là thành lập "các xã hội mở" có nền kinh tế – chính trị do Mỹ kiểm soát và đóng vai trò là những nơi tiềm năng để mở cửa cho các doanh nghiệp thịnh vượng đặt trụ sở tại Mỹ. Ông cho rằng Mỹ tìm cách trấn áp bất cứ phong trào nào ở một số quốc gia ví dụ mà không tuân theo lợi ích của họ và sắp đặt các chính quyền thân Mỹ lên nắm quyền. Khi thảo luận về các vấn đề thời sự, ông luôn nhấn mạnh vị trí của chúng trong một sử quan rộng lớn hơn. Ông lên án gay gắt trình thuật lịch sử về các chiến dịch hải ngoại của Mỹ và Anh vì cho rằng chúng liên tục che mắt công chúng và thay thế sự thật bằng những lời lẽ tuyên truyền kiểu như "lan tỏa dân chủ" hay "lan tỏa Kitô giáo". Những ví dụ nổi bật cho luận điểm đó mà ông thường xuyên trích dẫn là các hành động xâm phạm của Đế quốc Anh ở Ấn Độ – Châu Phi và hành động xâm phạm của Mỹ ở Việt Nam, Philippines, Mỹ Latinh và Trung Đông.
Công trình chính trị của Chomsky tập trung chỉ trích các hành động của Mỹ; sở dĩ là vì đất nước này đã thống trị thế giới về mặt quân sự và kinh tế trong suốt cuộc đời ông, và vì hệ thống bầu cử dân chủ tự do của đất nước này cho phép công dân của nó có quyền tác động đến chính phủ. Chomsky hy vọng rằng, bằng cách lan truyền nhận thức về tác động của chính sách đối ngoại Mỹ đối với cư dân của các nước khác trên khắp thế giới, ông có thể thuyết phục nhân dân Mỹ, cũng như nhân dân các nước khác, phản đối các chính sách ấy. Chomsky kêu gọi mọi cá nhân phải biết đánh giá phê phán về động cơ, quyết định và hành động của chính phủ, phải chịu trách nhiệm cho các suy nghĩ và hành động của mình, và phải áp dụng các tiêu chuẩn ấy cho những người khác như thể đó là cho bản thân mình.
Chomsky chỉ trích sự can thiệp của Mỹ trong cuộc xung đột Israel – Palestine vì ông cho rằng Mỹ liên tục ngăn cản hai nước tiến đến một giải pháp hòa bình. Ngoài ra, Chomsky cũng chỉ trích mối quan hệ thân thiết của Mỹ với Ả Rập Xê Út và sự can thiệp của Mỹ trong chiến dịch quân sự tại Yemen do Ả Rập Xê Út dẫn dắt. Ông nhấn mạnh rằng chính phủ Ả Rập Xê Út sở hữu "một trong những hồ sơ nhân quyền kệch cỡm nhất trên thế giới".

### Chủ nghĩa tư bản và chủ nghĩa xã hội
Từ lúc còn trẻ, Chomsky đã không có thiện cảm với chủ nghĩa tư bản và sự theo đuổi của cải vật chất. Tuy nhiên, ông cũng coi thường chủ nghĩa xã hội chuyên chế, điển hình như các đường lối Marx-Lenin của Liên Xô. Phủ nhận quan điểm của các nhà kinh tế Mỹ rằng tồn tại một phổ giữa tổng sở hữu nhà nước và tổng sở hữu tư nhân đối với nền kinh tế, Chomsky đề xuất thay vào đó một phổ với hai thái cực về sự kiểm soát dân chủ hoàn toàn hay chuyên quyền hoàn toàn (bất kể là nhà nước hay tư nhân) đối với nền kinh tế. Ông cho rằng các nước tư bản phương Tây chưa thực sự dân chủ, bởi lẽ xã hội thực sự dân chủ là xã hội mà trong đó toàn bộ nhân dân có tiếng nói trong chính sách kinh tế công. Ông công khai phản đối giới tinh hoa cầm quyền, bao gồm các thể chế như IMF, Ngân hàng Thế giới và GATT (tiền thân của WTO).
Chomsky nhấn mạnh rằng, kể từ những năm 1970, Hoa Kỳ đang ngày càng trở nên bất bình đẳng kinh tế do việc bãi bỏ các quy phạm tài chính và sự vô hiệu hóa thỏa thuận kiểm soát tài chính Bretton Woods. Ông cho rằng Hoa Kỳ là một quốc gia độc đảng de facto, theo đó Đảng Cộng hòa và Đảng Dân chủ thực chất là hai mặt của một đồng xu mang tên "Đảng Kinh doanh" vì chúng đều bị chi phối bởi các lợi ích của doanh nghiệp và tài chính. Chomsky nói thêm, ở những nền dân chủ tự do tư bản phương Tây, ít nhất 80% dân số vẫn không có quyền tham gia vào các quyết định kinh tế, tức là họ vẫn nằm gọn trong tay tầng lớp quản trị vốn đã bị kiểm soát bởi tầng lớp giàu có thiểu số.
Để ý đến sự bảo thủ của một hệ thống kinh tế như vậy, Chomsky tin rằng sự thay đổi vẫn có thể được thực hiện thông qua sự hợp tác có tổ chức của một lượng lớn cá nhân am hiểu vấn đề và tái cơ cấu nền kinh tế sao cho công bằng hơn. Chomsky hiểu rõ rằng, sự thống trị của doanh nghiệp đối với truyền thông lẫn chính phủ sẽ ngăn cản bất kỳ một sự biến chuyển đáng kể nào đối với hệ thống này, song ông vẫn lạc quan khi nhìn lại các dấu mốc lịch sử điển hình cho những biến chuyển lớn lao như vậy, ví dụ: sự khước từ của xã hội đối với chế độ nô lệ như là hành động nghịch đạo, những tiến bộ trong lĩnh vực nữ quyền và sự bắt buộc phải biện giải lý do phát động xâm lược của các chính phủ ngày nay. Ông coi cách mạng bạo lực nhằm lật đổ chính quyền là phương kế cuối cùng, nên tránh nếu có thể, dẫn chứng về việc phúc lợi của người dân bị giảm thiểu trầm trọng do biến động xã hội sau các cuộc cách mạng trong lịch sử.
Chomsky coi chủ nghĩa xã hội tự do cá nhân và chủ nghĩa nghiệp đoàn vô chính phủ như những ý hệ kế thừa của các tư tưởng tự do cổ điển Thời kỳ Khai sáng, khẳng định bản thân tin vào "sự bồi dưỡng đặc tính tự do cá nhân và sự sáng tạo của con người". Ông hình dung viễn cảnh về một xã hội nghiệp đoàn vô chính phủ, ở đó giai cấp công nhân sẽ sở hữu toàn bộ tư liệu sản xuất và lập ra các hội đồng công nhân điều hành, cơ quan mà sẽ nắm quyền tuyển chọn đại biểu tạm thời và khả hủy để họp mặt tại các đại hội đồng. Mấu chốt của ý tưởng tự trị này là cho phép mỗi công nhân, dẫn lời của Thomas Jefferson, trở thành "một người tham gia trực tiếp vào công việc điều hành chính sự." Ông cho rằng một thể chế như vậy sẽ không cần đến đảng phái chính trị nữa. Bằng cách kiểm soát đời sống sản xuất, ông tin rằng mỗi cá nhân sẽ đạt được sự thỏa mãn trong công việc và tìm ra mục đích cho bản thân. Theo Chomsky, các công việc không phổ biến và không thỏa mãn trong xã hội viễn cảnh đó sẽ được tự động hóa, được thực hiện bởi các công nhân hưởng thù lao đặc biệt, hoặc được nhiều người góp sức làm chung.

### Xung đột Israel – Palestine
— Chomsky lên tiếng chỉ trích Israel, 2012
Chomsky viết rất nhiều về cuộc xung đột giữa Israel – Palestine với mong muốn nâng cao nhận thức của người dân về cuộc xung đột này. Từ lâu ông đã tán thành phương án tả khuynh hai dân tộc ở Israel và Palestine, theo đó ủng hộ việc tạo lập một nhà nước dân chủ ở Levant của cả người Do Thái lẫn người Ả Rập. Ông từng nhận xét việc Liên Hiệp Quốc thông qua Kế hoạch phân vùng Palestine vào năm 1947 là "một quyết định quá tồi tệ." Tuy nhiên, trước thực tế chính trị, ông cũng đã xét đến giải pháp hai nhà nước nhưng với điều kiện là hai dân tộc phải chung sống một cách bình đẳng. Chomsky bị từ chối nhập cảnh Bờ Tây vào năm 2010 vì những lời chỉ trích của ông đối với Israel. Ông đã được mời thuyết giảng tại Đại học Bir Zeit, đồng thời gặp gỡ Thủ tướng Palestine bấy giờ là Salam Fayyad. Phát ngôn viên của Bộ Ngoại giao Israel sau đó phân trần rằng Chomsky bị từ chối nhập cảnh do nhầm lẫn.

### Truyền thông tin tức và bộ máy tuyên truyền
Các ấn phẩm chính trị của Chomsky tập trung chủ yếu vào các chủ đề như hệ tư tưởng, quyền lực chính trị, quyền lực xã hội, truyền thông đại chúng và chính sách nhà nước. Một trong những trước tác nổi danh nhất của ông, cuốn Sản xuất sự đồng thuận (Manufacturing Consent), phân tích vai trò của truyền thông đại chúng trong việc củng cố và khiến người ta mặc nhận các chính sách của nhà nước bất kể vị trí trên phổ chính trị của họ, đồng thời cũng loại trừ các quan điểm trái ngược lại với chính sách ấy. Chomsky khẳng định rằng sự kiểm duyệt theo kiểu này, bởi các lực lượng của "thị trường tự do" dẫn dắt bởi nhà nước, xảo quyệt hơn và khó bị đạp đổ hơn hệ thống kiểm duyệt của Liên Xô năm xưa. Theo ông, truyền thông chính lưu thuộc quyền sở hữu của các tập đoàn tư bản và vì vậy nó phản ánh sự ưu tiên và mối quan tâm của các tập đoàn nhất định. Hiểu thấu giới nhà báo Mỹ là những người tâm huyết với nghề và có ý tốt, ông cho rằng các lựa chọn về chủ đề và vấn đề của truyền thông đại chúng, tức những tiền đề không bị ngờ vực mà những hình thức đưa tin về chúng dựa trên, và phạm vi ý kiến được biểu đạt đều bị hạn định ở một mức độ nào đó để củng cố hệ tư tưởng của nhà nước: mặc dù truyền thông đại chúng có thể cả gan chỉ trích một số chính khách và đảng phái chính trị, nó sẽ không tài nào làm lung lay mối nối khăng khít giữa nhà nước và tập đoàn được, mối nối mà chính nó cũng thuộc về. Chẳng hạn, ông nhấn mạnh rằng truyền thông đại chúng ở Mỹ không tuyển dụng các nhà báo hoặc các bình luận viên chính trị theo tư tưởng xã hội chủ nghĩa. Ông cũng chỉ ra một số vấn đề nổi cộm mà truyền thông chính lưu Mỹ phớt lờ với lý do đưa tin về chúng sẽ khiến danh tiếng quốc gia bị bôi bẩn, bao gồm vụ hạ sát Fred Hampton của Đảng Black Panther với sự tham gia khả dĩ của FBI, vụ thảm sát tại Nicaragua tiến hành bởi nhóm Contras hậu thuẫn bởi Mỹ, và việc cố tình đưa tin nhấn mạnh thương vong bên phía Israel song lại chẳng mảy may mấy tới số thương vong lớn hơn nhiều bên phía Palestine. Để giải quyết vấn đề nan giải này, Chomsky kêu gọi một sự kiểm soát và can thiệp vào truyền thông theo kiểu dân chủ cơ sở.

### Phản ứng của giới phê bình: thập niên 1980–nay
Trong cuốn sách năm 2004 với nhan đề The Anti-Chomsky Reader, Peter Collier và David Horowitz cáo buộc Chomsky lựa lặt bằng chứng để phù ứng với lý thuyết của mình. Horowitz cũng chỉ trích tư tưởng chống Mỹ của Chomsky:
Bốn mươi năm ròng, Noam Chomsky đã cho ra đời nhiều cuốn sách, bài tiểu luận và bài phát biểu chứa đựng chung một thông điệp, và chỉ duy nhất thông điệp ấy: Mỹ là Đại Sa-tăng; cội nguồn của cái ác trên thế giới. Trong vũ trụ điên cuồng của Chomsky, Mỹ không chỉ phải chịu trách nhiệm cho tội ác của chính nó, mà còn cho tội ác của các tha nhân, kể cả của những kẻ khủng bố tấn công Trung tâm Thương mại Thế giới và Lầu Năm Góc. Với thái độ ấy, ông ta là trung gian cho những kẻ kiếm tìm đống đổ nát Manhattan không phải vì các nạn nhân và công trạng của Mỹ, mà vì "căn nguyên" của thảm họa rơi xuống đầu họ.

Vào tháng 1 năm 2006, ký giả Peter Schweizer của think tank bảo thủ Viện Hoover đả kích rằng, "Chomsky ủng hộ thuế di sản và tái phân phối thu nhập quy mô lớn – miễn sao là đừng có động đến thu nhập của ông ta." Schweizer chỉ trích việc Chomsky lập ra kế hoạch di sản và bảo vệ tài sản trí tuệ của mình vì chúng có liên quan đến các ấn phẩm học thuật trước đó, cũng như việc Chomsky thường xuyên nhận các khoản thù lao cao chót vót tới từ các bài thuyết giảng của mình, lúc bấy giờ là vào khoảng $9.000–$12.000 cho một bài giảng.

Chomsky đã bị cáo buộc là đánh giá các chế độ xã hội chủ nghĩa hoặc cộng sản chủ nghĩa mềm mỏng hơn, trong khi lại xét nét chi li các chế độ tư bản chủ nghĩa:
Phân tích của Chomsky về các hành động của Hoa Kỳ đào sâu vào bộ máy chính quyền bóng tối của nước này, song khi du khảo bao quanh bởi Cộng sản thì ông ta lại chỉ đánh giá bề nổi. Vùng ngoại ô Hà Nội mà ông ta báo cáo trên tờ The New York Review of Books biểu lộ "một sự cao độ tham chính dân chủ tại thôn làng và các cấp cơ sở." Nhưng làm sao ông ta có thể khẳng định điều đó? Chomsky đâu có biết tiếng Việt, và vì vậy ông ta phải nhờ vào các thông dịch viên, hướng dẫn viên, và người điều hành của chính phủ để nắm được thông tin. Gọn trong tay [Cộng sản] Việt Nam, sự hoài nghi tinh tường bị biến thành sự cả tin nhẹ dạ.

Theo Nikolas Kozloff, viết trong số ra tháng 9 năm 2012 của Al Jazeera, Chomsky "đã thu hút sự chú ý của thế giới vào nhiều lỗi lầm của Hoa Kỳ và các đồng minh, và ông ấy đáng khen vì điều đó. Tuy nhiên, nhằm né tránh tranh luận bằng mọi cách, Chomsky đã trở thành thứ gì đó giống như một nhà ý thức hệ hư ảo. Lướt qua trang web của Chomsky và bạn sẽ không tìm thấy thảo luận đáng kể nào về Belarus hay sự ve vãn của Mỹ Latinh với các thủ lĩnh độc tài bên ngoài."
Nhà hoạt động chính trị George Monbiot cho rằng "Một phần vấn đề nằm ở sự súng bái cá nhân Noam Chomsky và John Pilger, những người tự tin cho rằng họ không thể nào sai được, qua đó tạo ra những thuyết âm mưu còn tinh vi hơn để hợp thức hóa lỗi lầm của họ."
Nhà nguyên sơ vô chính phủ chủ nghĩa John Zerzan cho rằng Chomsky không phải một nhà vô chính phủ chủ nghĩa thực sự, theo đó Chomsky là "một người theo chủ nghĩa tự do cánh tả về mặt chính trị, và là một người phản cách tân rõ rành trong chuyên môn hàn lâm của ông ấy, tức lý thuyết ngôn ngữ. Nhìn từ mọi góc độ, Chomsky cũng là một nhà hoạt động rộng lượng, chân thật, không ngừng nghỉ — điều mà chưa chắc là đã bảo đảm các ý tưởng của ông ấy có giá trị về mặt tự do."
Những người bênh vực Chomsky phản bác rằng quan điểm của ông thường bị cắt xén hoặc gạt ra bên lề các cuộc thảo luận công chúng. Những phản biện kiểu này đã xuất hiện từ kỷ nguyên Reagan. Saul Landau viết trên The Washington Post vào tháng 2 năm 1988 rằng: "Thật là không lành mạnh khi sự sáng trí của Chomsky bị gạt ra khỏi các tranh luận chính sách. Giọng văn xuôi tố cáo không ngừng nghỉ của ông, với một chút sự than phiền kiểu Kinh Talmud và chủ nghĩa vô chính phủ thuần lý kiểu Tom Paine, có lẽ đã phản ánh một tâm trạng thất vọng rất chính đáng."

## Triết học
Chomsky cũng có nhiều hoạt động đáng chú ý trong một số lĩnh vực triết học như triết học tâm trí, triết học ngôn ngữ và triết học khoa học. Ông được mệnh danh là người châm ngòi cho cuộc "cách mạng nhận thức" (cognitive revolution), một biến chuyển mẫu hình (paradigm shift) đáng kể trong khuôn khổ triết học, theo đó phản đối trào lưu thực chứng logic và góp phần tái định hình lối tư duy của các nhà triết học về ngôn ngữ và tinh thần. Ông cho rằng cuộc cách mạng nhận thức vốn bắt nguồn từ chủ nghĩa duy lý hồi thế kỷ 17. Lập trường của Chomsky – ý tưởng cho rằng tinh thần bao hàm các cấu trúc cố hữu giúp ta thấu hiểu ngôn ngữ, tri giác và tư duy – có nhiều điểm chung với chủ nghĩa duy lý (Phong trào Khai sáng và Tư tưởng Decartes) hơn là chủ nghĩa hành vi. Chomsky coi cuốn Cartesian Linguistics: A Chapter in the History of Rationalist Thought (1966) là trước tác quan trọng nhất của ông; tuy nhiên, một số nhà triết học và sử học không đồng tình với cách diễn giải thư tịch cổ điển và cách dùng thuật ngữ triết học của Chomsky trong tác phẩm. Trong triết học ngôn ngữ, Chomsky nổi danh với các chỉ trích nhắm vào khái niệm tham chiếu và ý nghĩa của ngôn ngữ con người, cũng như các quan niệm về bản chất và chức năng của biểu tượng tinh thần.
Cuộc tranh biện về bản chất con người giữa Chomsky và triết gia người Pháp Michel Foucault vào năm 1971 thường được coi là cuộc đụng độ tượng trưng tiêu biểu giữa truyền thống triết học phân tích và lục địa, theo đó thì Chomsky và Foucault lần lượt là hai đại biểu chính. Cuộc tranh biện này thể hiện sự khác biệt không thể tổng hòa giữa hai minh tinh trí thức và đạo đức sáng giá của thế kỷ 20. Foucault cho rằng bất cứ một định nghĩa nào về bản chất con người cũng đều phải gắn với những khái niệm hiện nay về bản thân chúng ta; Chomsky thì cho rằng bản chất con người chứa đọng các đặc tính phổ quát, chẳng hạn như tiêu chuẩn chung về công bằng đạo đức được rút ra thông qua lý tính. Chomsky phê phán chủ nghĩa hậu hiện đại và triết học Pháp nói chung vì cho rằng phong cách ngôn ngữ khó hiểu của các triết gia tả khuynh hậu hiện đại không giúp gì mấy cho giai cấp lao động. Ông cũng từng nhiều lần tranh luận với các triết gia thuộc trường phái phân tích như Tyler Burge, Donald Davidson, Michael Dummett, Saul Kripke, Thomas Nagel, Hilary Putnam, Willard Van Orman Quine và John Searle.
Đóng góp học thuật của Chomsky trải dài khắp chiều dài lịch sử tri thức và thế giới, trong đó bao gồm lịch sử triết học. Châm biếm là phong cách viết ưa thích của Chomsky; đôi khi ông sẽ ngụ ý một cách hùng biện rằng các độc giả đã biết sẵn một sự là đúng, để họ chủ động hơn trong việc đánh giá xác tín các khẳng định mà ông đưa ra.

## Đời tư

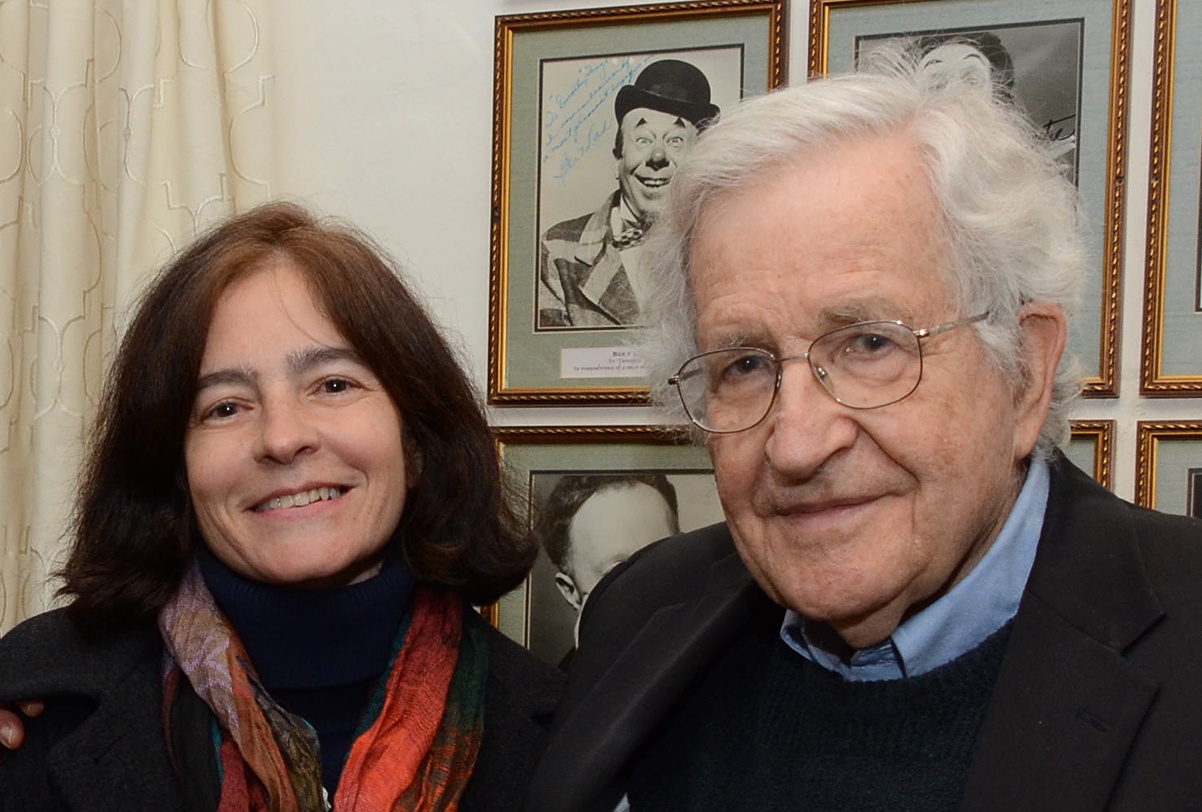
Wasserman và Chomsky vào năm 2014

Chomsky chủ trương tách biệt đời tư, sự nghiệp học thuật và hoạt động chính trị của mình khỏi nhau. Là một người hết sức kín tiếng, ông không chú trọng đến ngoại mạo và danh tiếng tới từ các hoạt động của mình. Ông cũng ít có hứng thú với nghệ thuật và âm nhạc hiện đại. McGilvray đánh giá rằng, Chomsky chưa bao giờ háo danh, mà chỉ nói ra những điều ông coi là sự thật và được thúc đẩy bởi mong muốn giúp đỡ những người khác noi theo gương mình. Chomsky thừa nhận thu nhập của bản thân đã cho ông một cuộc sống sung túc hơn phần lớn dân số thế giới; dầu vậy, ông tự nhận là một "công nhân" với trí tuệ như một kỹ năng hữu dụng. Hằng ngày ông đọc từ bốn đến năm tờ báo; ở Hoa Kỳ, ông đăng ký theo dõi các tờ báo như The Boston Globe, The New York Times, The Wall Street Journal, Financial Times, và The Christian Science Monitor. Chomsky không theo tôn giáo nào nhưng đã từng bày tỏ sự ủng hộ đối với thần học giải phóng.
Chomsky gắn bó với người vợ Carol (nhũ danh Carol Doris Schatz) từ năm 1949 tới khi bà qua đời vào năm 2008. Hai người có với nhau ba đứa con: Aviva (sinh 1957), Diane (sinh 1960), và Harry (sinh 1967). Năm 2014, Chomsky cưới Valeria Wasserman.

### Hình ảnh công chúng
Chomsky thường xuyên sử dụng ngôn ngữ buộc tội ("tham nhũng", "phát-xít", "gian lận") khi miêu tả các nhân vật trí thức và chính giới kỳ cựu, điều mà đôi khi làm phân hóa khán giả của ông, nhưng lại khớp với lập trường của ông cho rằng phần lớn giới hàn lâm chỉ biết tư lợi. Steven Pinker cho rằng "[Chomsky] khắc họa những người bất đồng ý kiến với ông ta là ngu dốt hoặc độc ác, sử dụng ngôn từ khinh bỉ kịch liệt trong lối hùng biện", và rằng điều này đã góp phần tạo ra các phản ứng cực đoan mà ông nhận được. Chomsky thường tránh các hội thảo học thuật, kể cả các hội đàm luận chính trị cánh tả như Hội thảo Học giả Xã hội chủ nghĩa, thay vào đó ưa thích việc thuyết giảng trước các hội nhóm hoạt động hoặc tổ chức các buổi seminar đại học với đông đảo khán giả. Cách tiếp cận tự do học thuật của Chomsky đã khiến ông thay đổi quan điểm về nhiều học giả MIT mà trước đó ông không đồng tình; năm 1969, khi nghe tin Walt Rostow, một kiến trúc sư trụ cột của Chiến tranh Việt Nam, muốn được quay về công tác ở MIT, Chomsky đe dọa sẽ "công khai biểu tình" nếu Rostow bị từ chối một vị trí ở MIT. Năm 1989, khi cố vấn Lầu Năm Góc John Deutch ứng cử chức chủ tịch MIT, Chomsky đã ủng hộ hành động đó. Về sau, khi Deutch trở thành thủ trưởng CIA, The New York Times có trích lời Chomsky rằng, "Anh ấy trung thực và thanh liêm hơn bất cứ một ai tôi từng gặp. ... Nếu có người đứng ra để điều hành CIA, thì tôi rất hài lòng nếu người đó là anh ta."

## Đón nhận và ảnh hưởng
— Sperlich, 2006
Chomsky là một nhân vật trí thức phương Tây cực kỳ nổi bật, đã có những đóng góp lớn lao cho ngành ngôn ngữ học và khoa học tri nhận, khoa học máy tính, triết học, và tâm lý học. Bên cạnh việc được đánh giá là một trong những trí thức quan trọng nhất của thời đại, Chomsky còn là người đi đầu và là minh tinh trong hai lĩnh vực ngôn ngữ học và chính trị bất đồng chính kiến. Mặc cho những thành công trong học thuật, các phương tiện truyền thông chính thống thường bác bỏ hoặc phớt lờ Chomsky vì lý do chính trị, và ông được coi là người "nằm ở ngoài rìa của sự chấp nhận". Hình ảnh cộng đồng và danh tiếng xã hội của Chomsky thường gây ảnh hướng lên sự đón nhận của công chúng đối với các công trình của ông.

### Trong học thuật
McGilvray quan sát rằng Chomsky đã khởi xướng cái gọi là "cách mạng nhận thức" trong ngôn ngữ học, và ông là người có công lớn trong việc thiết lập ngôn ngữ học thành một ngành khoa học tự nhiên, hình thức, cáo chung cách tiếp cận ngôn ngữ học cấu trúc khá thời thượng giữa thế kỷ 20. Vì vậy, một số người vinh danh Chomsky như là "cha đẻ của ngôn ngữ học hiện đại". Nhà ngôn ngữ học John Lyons cũng bình chú rằng, chỉ trong vài thập kỷ xuất bản, ngôn ngữ học Chomsky đã trở thành trường phái tư tưởng "năng động và có ảnh hưởng nhất" trong ngành ngôn ngữ học nói chung. Vào những năm 1970, công trình của ông cũng bắt đầu có ảnh hưởng đáng kể đến triết học. Một cuộc thăm dò ý kiến của Đại học Quốc gia Moorhead, Minnesota, đã đánh giá Các cấu trúc của cú pháp là một trong những tác phẩm quan trọng nhất của khoa học nhận thức. Bên cạnh đó, đóng góp của ông cho lý thuyết automat và hệ phân cấp Chomsky cũng rất có tiếng tăm trong ngành khoa học máy tính, và ông cũng thường được trích dẫn trong ngành ngôn ngữ học máy tính.
Phê phán của Chomsky đối với chủ nghĩa hành vi đã góp phần đánh đổ ngành tâm lý học hành vi. Thêm vào đó, ông được công nhận là một trong những kiến trúc sư chính của ngành khoa học nhận thức. Một số luận đề của tâm lý học tiến hóa bắt nguồn từ các nghiên cứu của Chomsky. Con tinh tinh Nim Chimpsky, đối tượng của một nghiên cứu tiếp thu ngôn ngữ ở động vật tại Đại học Columbia, được đặt tên theo Chomsky.
Người thắng Giải Turing, Donald Knuth, cảm ơn Chomsky vì đã giúp liên kết các lĩnh vực mà ông quan tâm: toán học, ngôn ngữ học và khoa học máy tính. Nhà khoa học máy tính IBM John Backus, người cũng từng nhận Giải Turing, đã vận dụng các khái niệm của Chomsky để phát triển FORTRAN, ngôn ngữ lập trình máy tính bậc cao được sử dụng rộng rãi đầu tiên trên thế giới. Thuyết ngữ pháp tạo sinh của Chomsky cũng đã ảnh hướng hết sức lớn đến lý thuyết và phân tích âm nhạc, tiêu biểu với thuyết tạo sinh âm nhạc thanh điệu của Fred Lerdahl và của Ray Jackendoff.
Chomsky là một trong những tác giả (còn sống hay đã mất) được trích dẫn nhiều nhất. Theo Chỉ số Trích dẫn Nghệ thuật và Nhân văn, ông được trích dẫn thường xuyên hơn bất cứ một tác giả nào từ năm 1980 đến năm 1992. Chomsky cũng được trích dẫn rộng rãi trong Chỉ số Trích dẫn Khoa học xã hội và Chỉ số Trích dẫn Khoa học vào cùng kỳ. Vị thủ thư thực hiện nghiên cứu trên đã nói rằng, thống kê cho thấy "ông ấy được đọc rất rộng rãi bất kể lĩnh vực chuyên môn và công trình của ông ấy được sử dụng bởi nhiều nhà nghiên cứu trong đa dạng các lĩnh vực học thuật ... bạn dường như không thể viết một bài báo mà không trích dẫn Noam Chomsky." Vì sức ảnh hưởng mạnh mẽ đó, tồn tại các trường phái ngôn ngữ học Chomsky và phi-Chomsky đối chọi nhau và những sự bất đồng ấy thường rất gay gắt. Ngoài ra, theo ký giả Maya Jaggi, Chomsky thuộc hàng những nguồn được trích dẫn nhiều nhất trong khoa học nhân văn, ngang ngửa với Karl Marx, Shakespeare và Kinh Thánh.

### Trong chính trị

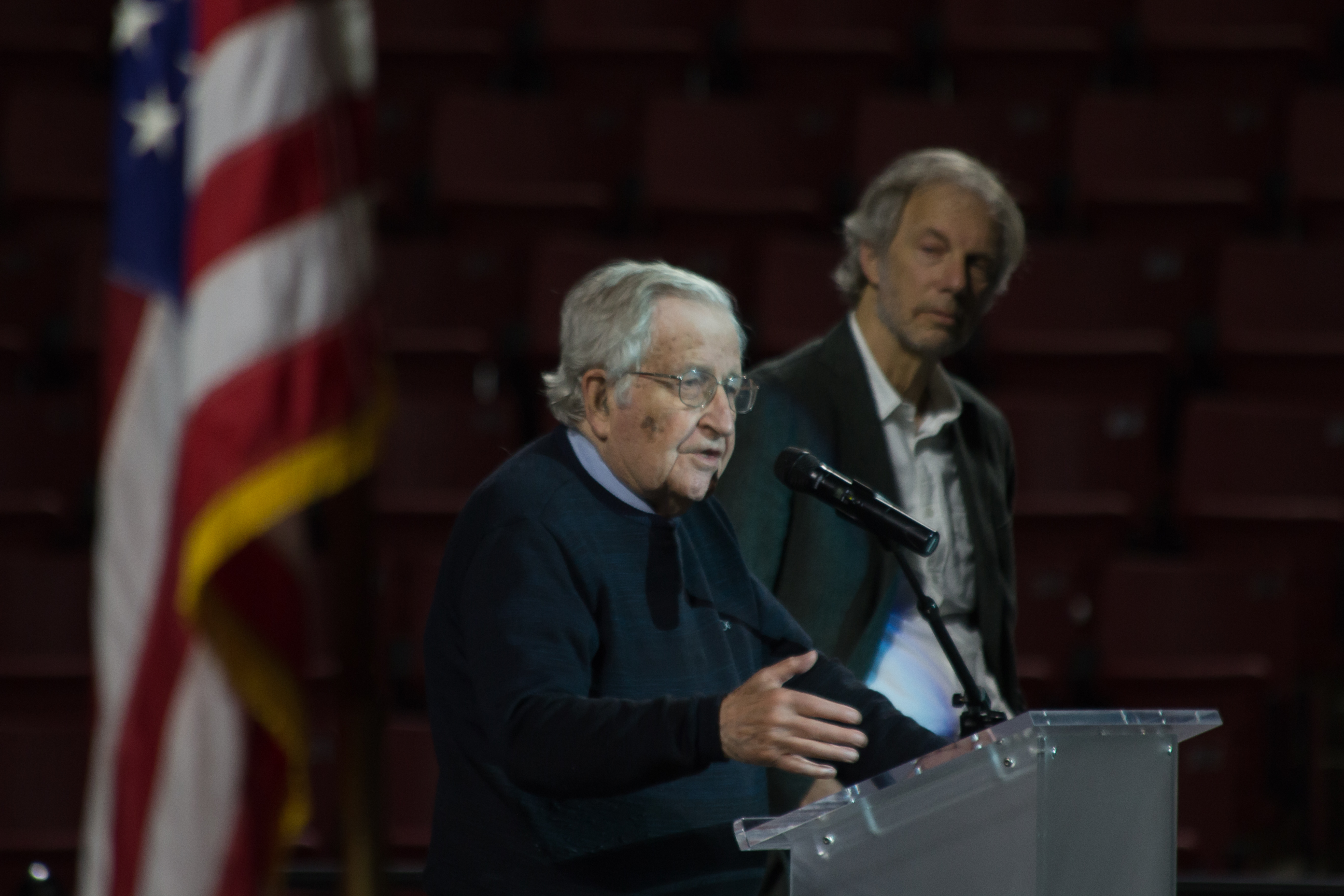
Chomsky diễn thuyết cảnh báo về sự hững hờ trước các tác động tiêu cực của biến đổi khí hậu và nguy cơ chiến tranh hạt nhân theo sau chiến thắng của Donald Trump vào năm 2017.

Danh hiệu "tác giả còn sống được trích lời nhiều nhất" của Chomsky bắt nguồn phần lớn từ các bài luận chính trị của ông, không phải từ ngôn ngữ học. Nhà nghiên cứu tiểu sử Chomsky, Wolfgang B. Sperlich, đánh giá ông là "một trong những người đứng về phía nhân dân đương đại nổi bật nhất"; ký giả John Pilger ví ông như một "dũng sĩ chân thành của nhân dân; một niềm cảm hứng cho các cuộc đấu tranh toàn cầu cho cái đoan trang giản dị có tên là tự do. Đối với những người bị gạt sang bên lề – các nhà hoạt động và các phong trào chính trị – ông tỏ thái độ ủng hộ không bao giờ ngớt." Arundhati Roy gọi Chomsky là "một trong những trí thức công chúng vĩ đại, cấp tiến nhất của thời đại chúng ta". Edward Said khen ngợi Chomsky là "một trong những người thách thức ảo tượng và quyền lực bất công quan trọng nhất".
Sperlich cho rằng Chomsky đã từng bị các tập đoàn bôi nhọ, nhất là trên các phương tiện truyền thông dòng chính. Các khoa nghiên cứu về lịch sử và khoa học chính trị ở đại học hiếm khi lấy công trình của Chomsky làm cơ sở giáo án bậc dưới tốt nghiệp. Các nhà phê bình cho rằng, mặc dù đã xuất bản nhiều công trình đề cập đến các vấn đề về xã hội và lịch sử, Chomsky không được đào tạo chính quy trong các lĩnh vực này; ông đáp rằng những vấn đề như vậy không quá phức tạp như các nhà khoa học xã hội khẳng định và hầu hết tất cả mọi người đều có khả năng hiểu chúng bất kể trình độ học thuật. Theo McGilvray, nhiều nhà phê bình Chomsky "không thèm trích dẫn công trình của ông hoặc có trích dẫn nhưng loại khỏi ngữ cảnh, bóp méo, và tạo nên những lập luận người rơm mà văn bản của Chomsky không ủng hộ".
Chomsky bị chỉ trích nặng nề vì không chấp nhận quan điểm cho rằng thảm sát Srebrenica trong Chiến tranh Bosnia là một cuộc "diệt chủng". Tuy không chối bỏ đây là một vụ thảm sát, Chomsky cho rằng nó vẫn chưa đáp ứng các tiêu chí để được định nghĩa là một cuộc diệt chủng. Các nhà phê bình cũng cáo buộc Chomsky là kẻ chối bỏ diệt chủng Bosnia.
Các phê phán sâu rộng của Chomsky về chính sách đối ngoại của Hoa Kỳ và tính chính danh của bá quyền nước này đã thổi bùng lên nhiều tranh luận. Tài liệu của chính phủ Hoa Kỳ, được giải mật theo Đạo luật tự do thông tin (FOIA), đã hé lộ rằng Cơ quan Tình báo Trung ương (CIA) từng theo dõi các hoạt động của Chomsky, điều mà họ bấy lâu vẫn chối cãi. CIA cũng đã tiêu hủy nhiều tài liệu liên quan đến Chomsky và quá trình này có lẽ vi phạm pháp luật liên bang. Trong quá khứ, ông từng được bảo vệ bởi mật phục khi giảng dạy tại MIT nhưng từ chối việc nay khi đứng giảng về Trung Đông. Tạp chí tiếng Đức Der Spiegel ví Chomsky như "một Ayatollah của sự khinh ghét bài Mỹ". Trong khi đó, nhà bình luận bảo thủ người Mỹ David Horowitz miêu tả Chomsky như là "trí thức láu cá nhất, bất lương nhất và ... xảo trá nhất nước Mỹ" với các tác phẩm chứa đựng "sự điên cuồng chống Mỹ", đồng thời viện ra chứng cứ cho thấy "sự khinh ghét ám ảnh đối với tổ quốc của hắn ta". Viết trên tạp chí Commentary, ký giả Jonathan Kay bình phẩm về Chomsky như "một kẻ độc tưởng chống Mỹ không nhân tính, ông ta đơn giản là không tin vào bất cứ điều gì giới lãnh đạo Mỹ nói".
Phê phán của Chomsky đối với Israel đã khiến ông bị gán mác là kẻ phản bội dân tộc Do Thái và chống Semit. Werner Cohn chỉ trích quan điểm bênh vực quyền tự do thảo luận chối bỏ Holocaust của Chomsky, cáo buộc ông là "kẻ bảo hộ quan trọng nhất" của phong trào tân Quốc xã. Liên đoàn Chống phỉ báng (ADL) cáo buộc Chomsky chối bỏ Holocaust, theo đó nói rằng "niềm kiêu ngạo tự phụ trí thức quá đáng đã khiến ông ta không còn có khả năng phân biệt giữa xã hội toàn trị và xã hội dân chủ, giữa những kẻ áp bức và nạn nhân". Đáp lại, Chomsky cho rằng ADL bị chi phối bởi "các tuýp Stalinist" không tán thành dân chủ ở Israel. Luật sư Alan Dershowitz từng đặt biệt danh cho Chomsky là "ngụy giáo đồ của cánh tả"; Chomsky đáp trả và gọi Dershowitz là "một tên bịp bợm hoàn toàn" và là "một jihad điên rồ, dành phần lớn cuộc đời để cố gắng hủy hoại thanh danh ông". Đầu năm 2016, Tổng thống Thổ Nhĩ Kỳ Recep Tayyip Erdoğan phản đối Chomsky công khai sau khi ông ký kết bức thư ngỏ buộc tội Erdoğan đứng sau các cuộc truy bức người Kurd và các tiêu chuẩn kép liên quan đến khủng bố. Chomsky lên án thói giả đạo đức của Erdoğan vì vị này ủng hộ đồng mình Syria của al-Qaeda, Mặt trận al-Nusra.

### Thành tích học thuật, giải thưởng và vinh danh

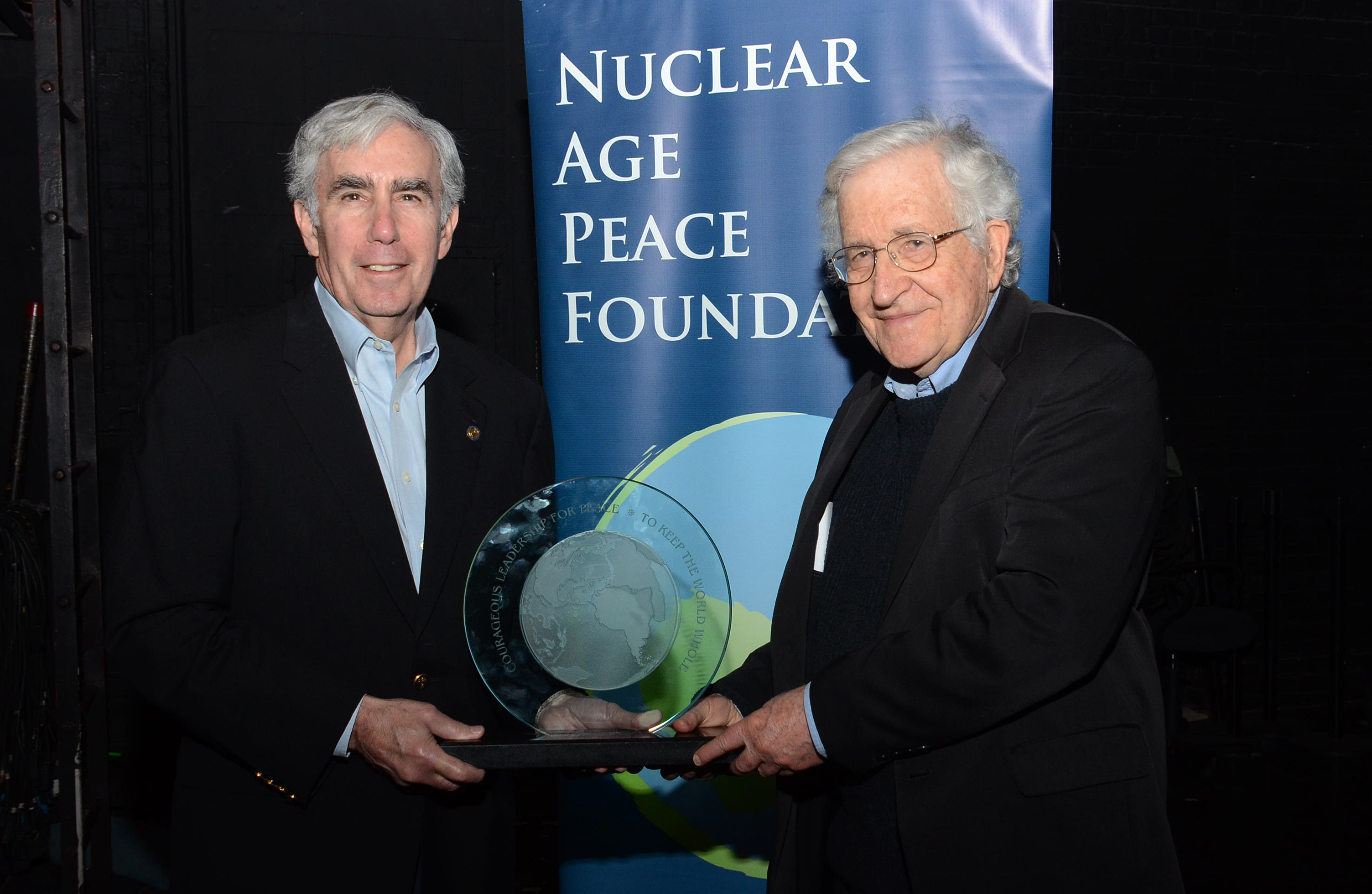
Chủ tịch Quỹ Hòa bình Thời đại Hạt nhân, David Krieger, trao tặng giải thưởng cho Chomsky vào năm 2014

Năm 1970, tờ Times của London vinh danh Chomsky là một trong "những người kiến tạo thế kỷ thứ 20". Năm 2005, ông được bầu chọn cho danh hiệu trí thức công cộng tiên phong của thế giới trong sự kiện Global Intellectuals Poll do tạp chí Mỹ Foreign Policy và tạp chí Anh Prospect cùng thực hiện. Năm 2006, cộng đồng độc giả của New Statesman liệt Chomsky vào danh sách hình mẫu anh hùng tiên phong của thế giới.
Tại Hoa Kỳ, Chomsky là viện sĩ Viện Hàn lâm Khoa học Quốc gia và Viện Hàn lâm Khoa học và Nghệ thuật, hội viên Hội Ngôn ngữ học Hoa Kỳ, Hiệp hội vì Sự tiến bộ Khoa học Hoa Kỳ, Hiệp hội Triết học Hoa Kỳ, và Hội Triết học Hoa Kỳ. Ở hải ngoại, ông là viện sĩ thông tấn của Viện Hàn lâm Anh Quốc, hội viên danh dự của Hiệp hội Tâm lý học Anh Quốc, viện sĩ Deutsche Akademie der Naturforscher Leopoldina, và thành viên ngoại quốc của Ban Khoa học Xã hội Học viện Khoa học và Nghệ thuật Serbia. Ông từng được trao tặng Guggenheim Fellowship vào năm 1971, Giải APA vì Đóng góp xuất sắc cho Tâm lý học vào năm 1984, Giải Kyoto Khoa học cơ bản vào năm 1988, Huy chương Helmholtz vào năm 1996, Huy chương Benjamin Franklin về Khoa học tri nhận và máy tính vào năm 1999, Giải Erich Fromm vào năm 2010, và Huy chương Neil và Saras Smith về Ngôn ngữ học của Viện Hàn lâm Anh Quốc vào năm 2014. Ông từng hai lần giành Giải George Orwell NCTE cho Đóng góp xuất sắc trong Diễn ngôn công chúng Thật thà và Thông suốt (1987 và 1989). Ngoài ra, ông cũng đã vinh dự nhận Giải Trăm năm Rabindranath Tagore của The Asiatic Society.
Năm 2004, thành phố Oldenburg, Đức, khen tặng Chomsky Giải Carl-von-Ossietzky, tuyên dương công lao của ông trong lĩnh vực phân tích chính trị và phê phán truyền thông. Năm 2005, ông nhận học bổng danh dự của Hiệp hội Lịch sử và Văn học, Đại học Cao đẳng Dublin. Năm 2008, ông nhận Huy chương Chủ tịch Hiệp hội Văn học và Tranh biện thuộc Đại học Quốc gia Ireland, Galway. Năm 2009, ông trở thành hội viên danh dự của Hiệp hội các nhà biên dịch và phiên dịch chuyên nghiệp (IAPTI). Chomsky cũng từng nhận Giải Đóng góp trọn đời cho lĩnh vực học thuật phê phán của Trung tâm A.E. Havens thuộc Đại học Wisconsin và được tuyển vào Hành lang Danh vọng AI của IEEE Intelligent Systems vì "những đóng góp lớn lao cho ngành AI và hệ thống thông minh." Ông có số Erdős là bốn.
Năm 2011, Quỹ Tưởng niệm hòa bình Hoa Kỳ trao Giải Hòa bình cho Chomsky vì hoạt động kiên trì phản chiến suốt năm thập kỷ. Bên cạnh đó, vinh danh các đóng góp cho nhân quyền, hòa bình và phê phán xã hội, ông cũng được trao tặng Giải Sydney Hòa bình vào năm 2011, Huân chương Sretenje vào năm 2015, Giải Seán MacBride Hòa bình vào năm 2017 và Giải Người kiến thiết hòa bình Dorothy Eldridge.
Chomsky đã được trao tặng nhiều học vị danh dự từ các cơ sở đào tạo chuyên ngành như Đại học London và Đại học Chicago (1967), Đại học Loyola Chicago và Cao đẳng Swarthmore (1970), Cao đẳng Bard (1971), Đại học Delhi (1972), Đại học Massachusetts (1973), và Trường Quốc tế Nghiên cứu Cao cấp tại Trieste (2012), cùng nhiều cơ sở khác. Các bài giảng từng được ông thuyết trình công cộng bao gồm Bài giảng John Locke năm 1969, Bài giảng Whidden năm 1975, Bài giảng Huizinga năm 1977, và Bài giảng Massey năm 1988, cùng nhiều bài giảng khác.
Chomsky là dữ danh của một loài ong, một loài ếch, và một phức hợp công trình tại Đại học Jamia Millia Islamia Ấn Độ. Diễn viên Viggo Mortensen và nhạc sĩ guitar avant-garde Buckethead dành tặng album Pandemoniumfromamerica (2003) của họ để vinh danh Chomsky.

## Tác phẩm tuyển chọn
| Ngôn ngữ học - Các Cấu trúc Cú pháp (1957) - Current Issues in Linguistic Theory (1964) - Aspects of the Theory of Syntax (1965) - Cartesian Linguistics (1965) - Language and Mind (1968) - The Sound Pattern of English với Morris Halle (1968) - Reflections on Language (1975) - Lectures on Government and Binding (1981) - The Minimalist Program (1995) | Chính trị - American Power and the New Mandarins (1969) - Counter-Revolutionary Violence: Bloodbaths in Fact & Propaganda với Edward S. Herman (1973) - The Political Economy of Human Rights (1979) - Towards a New Cold War (1982) - The Fateful Triangle (1983) - Pirates and Emperors (1986) - Manufacturing Consent (1988) - Necessary Illusions (1989) - Deterring Democracy (1991) - Letters from Lexington (1993) - The Prosperous Few and the Restless Many (1993) - World Orders Old and New (1994) - Objectivity and Liberal Scholarship (1997) | - Profit over People (1999) - 9-11 (2001) - Understanding Power (2002) - Middle East Illusions (2003) - Hegemony or Survival (2003) - Getting Haiti Right This Time (2004) - Imperial Ambitions (2005) - Failed States: The Abuse of Power and the Assault on Democracy (2006) - Interventions (2007) - Gaza in Crisis (2010) - Making the Future (2012) - Occupy (2012) - Requiem for the American Dream (2017) |

### Chú giải
1. ↑  Tiếng Anh: /noʊm ˈtʃɒmski/ ⓘ.
2. 1 2  
  - Fox 1998: "Mr. Chomsky ... is the father of modern linguistics and remains the field's most influential practitioner." [Ngài Chomsky ... là cha đẻ của ngành ngôn ngữ học hiện đại và luôn là người thực hành có ảnh hưởng nhất trong lĩnh vực này.]
  - Tymoczko & Henle 2004, tr. 101: "As the founder of modern linguistics, Noam Chomsky, observed, each of the following sequences of words is nonsense ..." [Với tư cách là người sáng lập ngành ngôn ngữ học hiện đại, Noam Chomsky, quan sát thấy, mỗi chuỗi ký tự sau đây đều không có nghĩa gì hết  ...]
  - Tanenhaus 2016: "At 87, Noam Chomsky, the founder of modern linguistics, remains a vital presence in American intellectual life." [Ở cái tuổi 87, Noam Chomsky, người sáng lập ngành ngôn ngữ học hiện đại, vẫn là một đại diện quan trọng của đời sống trí thức Mỹ.]
3. ↑  
  - Smith 2004, tr. 107 "Chomsky's early work was renowned for its mathematical rigor and he made some contribution to the nascent discipline of mathematical linguistics, in particular the analysis of (formal) languages in terms of what is now known as the Chomsky hierarchy."
  - Koerner 1983, tr. 159: "Characteristically, Harris proposes a transfer of sentences from English to Modern Hebrew ... Chomsky's approach to syntax in Syntactic Structures and several years thereafter was not much different from Harris's approach, since the concept of 'deep' or 'underlying structure' had not yet been introduced. The main difference between Harris (1954) and Chomsky (1957) appears to be that the latter is dealing with transfers within one single language only"
4. ↑  
  - Koerner 1978, tr. 41f: "it is worth noting that Chomsky cites Hjelmslev's Prolegomena, which had been translated into English in 1953, since the authors' theoretical argument, derived largely from logic and mathematics, exhibits noticeable similarities."
  - Seuren 1998, tr. 166: "Both Hjelmslev and Harris were inspired by the mathematical notion of an algorithm as a purely formal production system for a set of strings of symbols. ... it is probably accurate to say that Hjelmslev was the first to try and apply it to the generation of strings of symbols in natural language"
  - Hjelmslev 1969 Prolegomena to a Theory of Language. Danish original 1943; first English translation 1954.
5. ↑  
  - Macintyre 2010
  - Burris 2013: "Noam Chomsky has built his entire reputation as a political dissident on his command of the facts."
  - McNeill 2014: "[Chomsky is] often dubbed one of the world's most important intellectuals and its leading public dissident ..."
6. ↑  
  - Hamans & Seuren 2010, tr. 377: "Having achieved a unique position of supremacy in the theory of syntax and having exploited that position far beyond the narrow circles of professional syntacticians, he felt the need to shore up his theory with the authority of history. It is shown that this attempt, resulting mainly in his Cartesian Linguistics of 1966, was widely, and rightly, judged to be a radical failure"
[Sau khi đạt được vị thế tuyệt đối độc nhất trong ngành lý thuyết cú pháp và rồi lợi dụng lợi thế đó để mở rộng tầm ảnh hưởng ra khỏi khuôn khổ hẹp hòi của các nhà cú pháp chuyên nghiệp, ông giờ đây cảm thấy phải củng cố lý thuyết của mình nhờ vào thẩm quyền của lĩnh vực sử học. Nỗ lực này, với hệ quả chủ yếu là cuốn Cartesian Linguistics năm 1966, đã được chứng minh và phán xét một cách rộng rãi và chính đáng, là một thất bại triệt để]
7. ↑  
  - McNeill 2014: "[Chomsky is] often dubbed one of the world's most important intellectuals ..." [Chomsky thường được coi là một trong những trí thức quan trọng nhất của thế giới ... ]
  - Campbell 2005: "Noam Chomsky, the linguistics professor who has become one of the most outspoken critics of US foreign policy, has won a poll that names him as the world's top public intellectual." [Noam Chomsky, giáo sư ngôn ngữ học, một trong những người chỉ trích mạnh mẽ chính sách đối ngoại của Hoa Kỳ, đã chiến thắng lá phiếu cho danh hiệu trí thức công cộng hàng đầu của thế giới.]
  - Robinson 1979: "Judged in terms of the power, range, novelty and influence of his thought, Noam Chomsky is arguably the most important intellectual alive today." [Noam Chomsky, giáo sư ngôn ngữ học, một trong những người chỉ trích mạnh mẽ chính sách đối ngoại của Hoa Kỳ, đã chiến thắng lá phiếu cho danh hiệu trí thức công cộng hàng đầu thế giới.]
  - Flint 1995: "The man once called the most important intellectual alive keeps his office in ... the campus of the Massachusetts Institute of Technology." [Người đàn ông từng một thuở được tôn là trí thức quan trọng nhất còn sống vẫn giữ được văn phòng của mình tại ... trường sở của Học viện Công nghệ Massachusetts.]
8. ↑  
  - Knight 2016, tr. 2: "In 1992, the Arts and Humanities Citation Index ranked him as the most cited person alive (the Index's top ten being Marx, Lenin, Shakespeare, Aristotle, the Bible, Plato, Freud, Chomsky, Hegel and Cicero)."
  - Babe 2015, tr. xvii: "[Chomsky] was the most cited living scholar between 1980 and 1992 (according to the Arts and Humanities Citation Index)."

### Trích dẫn
1. ↑  Partee 2015, tr. 328.
2. 1 2  Chomsky 1991, tr. 50.
3. ↑  Sperlich 2006, tr. 44–45.
4. ↑  Slife 1993, tr. 115.
5. ↑  Barsky 1997, tr. 58.
6. ↑  Antony & Hornstein 2003, tr. 295.
7. ↑  Chomsky 2016.
8. ↑  Harbord 1994, tr. 487.
9. 1 2 3 4 5 6  Barsky 2007, tr. 107.
10. ↑  Smith 2004, tr. 185.
11. ↑  Kanan Makiya, Fouad Moughrabi, Adel Safty, Rex Brynen, "Letters to the Editor" trong Journal of Palestine Studies, Journal of Palestine Studies thông qua JSTOR (Ch. 23, Số 4, Mùa hè, 1994, tr. 196–200), truy cập ngày 4 tháng 12 năm 2007. Trích đoạn liên quan: "On page 146 of my book, I clearly adopt the propaganda model developed by Noam Chomsky and Edward Herman..."
12. 1 2  Amid the Philosophers.
13. ↑  Persson & LaFollette 2013.
14. ↑  Prickett 2002, tr. 234.
15. ↑  Searle 1972.
16. 1 2 3 4 5  Adams 2003.
17. ↑  Gould 1981.
18. ↑  "Kyle Kulinski Speaks, the Bernie Bros Listen". Lưu trữ bản gốc ngày 5 tháng 3 năm 2020. Truy cập ngày 9 tháng 2 năm 2022.
19. ↑  Keller 2007.
20. ↑  Swartz 2006.
21. ↑  Lyons 1978, tr. xv; Barsky 1997, tr. 9; McGilvray 2014, tr. 3.
22. 1 2  Barsky 1997, tr. 9–10; Sperlich 2006, tr. 11.
23. ↑  Barsky 1997, tr. 9.
24. ↑  Barsky 1997, tr. 11.
25. ↑  Russ, Valerie (ngày 12 tháng 7 năm 2021). "Dr. David Chomsky, a cardiologist who made house calls, dies at 86". Philadelphia Inquirer. Lưu trữ bản gốc ngày 12 tháng 7 năm 2021. Truy cập ngày 10 tháng 9 năm 2021.
26. ↑  Feinberg 1999, tr. 3.
27. 1 2  Barsky 1997, tr. 11–13; Sperlich 2006, tr. 11.
28. ↑  Barsky 1997, tr. 11–13.
29. ↑  Barsky 1997, tr. 15.
30. ↑  Lyons 1978, tr. xv; Barsky 1997, tr. 15–17; Sperlich 2006, tr. 12; McGilvray 2014, tr. 3.
31. ↑  Lyons 1978, tr. xv; Barsky 1997, tr. 21–22; Sperlich 2006, tr. 14; McGilvray 2014, tr. 4.
32. 1 2  Lyons 1978, tr. xv; Barsky 1997, tr. 15–17.
33. ↑  Barsky 1997, tr. 14; Sperlich 2006, tr. 11, 14–15.
34. ↑  Barsky 1997, tr. 23; Sperlich 2006, tr. 12, 14–15, 67; McGilvray 2014, tr. 4.
35. ↑  Barsky 1997, tr. 23.
36. ↑  Lyons 1978, tr. xv; Barsky 1997, tr. 15–17; Sperlich 2006, tr. 13; McGilvray 2014, tr. 3.
37. 1 2 3  "Interview with Noam Chomsky". Interviews with Max Raskin (bằng tiếng Anh). Lưu trữ bản gốc ngày 10 tháng 1 năm 2022. Truy cập ngày 10 tháng 1 năm 2022.
38. ↑  Barsky 1997, tr. 17–19.
39. ↑  Barsky 1997, tr. 17–19; Sperlich 2006, tr. 16, 18.
40. ↑  Barsky 1997, tr. 47; Sperlich 2006, tr. 16.
41. ↑  Barsky 1997, tr. 47.
42. ↑  Sperlich 2006, tr. 17.
43. ↑  Barsky 1997, tr. 48–51; Sperlich 2006, tr. 18–19, 31.
44. ↑  Barsky 1997, tr. 51–52; Sperlich 2006, tr. 32.
45. ↑  Barsky 1997, tr. 51–52; Sperlich 2006, tr. 33.
46. ↑  Sperlich 2006, tr. 33.
47. ↑  Lyons 1978, tr. xv; Barsky 1997, tr. 79; Sperlich 2006, tr. 20.
48. ↑  Sperlich 2006, tr. 33–34.
49. ↑  Sperlich 2006, tr. 34.
50. ↑  Barsky 1997, tr. 81.
51. ↑  Barsky 1997, tr. 83–85; Sperlich 2006, tr. 36; McGilvray 2014, tr. 4–5.
52. ↑  Sperlich 2006, tr. 38.
53. ↑  Sperlich 2006, tr. 36.
54. ↑  Barsky 1997, tr. 13, 48, 51–52; Sperlich 2006, tr. 18–19.
55. ↑  Sperlich 2006, tr. 20.
56. ↑  Sperlich 2006, tr. 20–21.
57. ↑  Barsky 1997, tr. 82; Sperlich 2006, tr. 20–21.
58. ↑  Barsky 1997, tr. 24; Sperlich 2006, tr. 13.
59. ↑  Barsky 1997, tr. 24–25.
60. ↑  Barsky 1997, tr. 26.
61. ↑  Barsky 1997, tr. 34–35.
62. ↑  Barsky 1997, tr. 36.
63. ↑  Lyons 1978, tr. xv; Barsky 1997, tr. 86–87; Sperlich 2006, tr. 38–40.
64. ↑  Barsky 1997, tr. 87.
65. ↑  Lyons 1978, tr. xvi; Barsky 1997, tr. 91.
66. ↑  Barsky 1997, tr. 91; Sperlich 2006, tr. 22.
67. ↑  Barsky 1997, tr. 88–91; Sperlich 2006, tr. 40; McGilvray 2014, tr. 5.
68. ↑  Barsky 1997, tr. 88–91.
69. ↑  Lyons 1978, tr. 1.
70. ↑  Lyons 1978, tr. xvi; Barsky 1997, tr. 84.
71. ↑  Lyons 1978, tr. 6; Barsky 1997, tr. 96–99; Sperlich 2006, tr. 41; McGilvray 2014, tr. 5.
72. ↑  MacCorquodale 1970, tr. 83–99.
73. ↑  Barsky 1997, tr. 119.
74. ↑  Barsky 1997, tr. 101–102, 119; Sperlich 2006, tr. 23.
75. ↑  Barsky 1997, tr. 102.
76. ↑  Knight 2018a.
77. ↑  Barsky 1997, tr. 103.
78. ↑  Barsky 1997, tr. 104.
79. ↑  Lyons 1978, tr. xvi; Barsky 1997, tr. 120.
80. ↑  Barsky 1997, tr. 122.
81. ↑  Sperlich 2006, tr. 60–61.
82. ↑  Allott, Knight & Smith 2019, tr. 62.
83. ↑  Hutton 2020, tr. 32; Harris 2021, tr. 399-400, 426, 454.
84. ↑  Chomsky và đồng nghiệp 2017.
85. ↑  Golumbia và đồng nghiệp 2018.
86. ↑  Barsky 1997, tr. 114.
87. ↑  Sperlich 2006, tr. 78.
88. ↑  Barsky 1997, tr. 120, 122; Sperlich 2006, tr. 83.
89. ↑  Lyons 1978, tr. xvii; Barsky 1997, tr. 123; Sperlich 2006, tr. 83.
90. ↑  Chomsky, Noam (1970). At war with Asia (ấn bản thứ 1). New York: Pantheon Books. ISBN 978-0394462103.
91. ↑  Lyons 1978, tr. xvi–xvii; Barsky 1997, tr. 163; Sperlich 2006, tr. 87.
92. ↑  Lyons 1978, tr. 5; Barsky 1997, tr. 123.
93. ↑  Barsky 1997, tr. 134–135.
94. ↑  Barsky 1997, tr. 162–163.
95. ↑  Lyons 1978, tr. 5; Barsky 1997, tr. 127–129.
96. ↑  Lyons 1978, tr. 5; Barsky 1997, tr. 127–129; Sperlich 2006, tr. 80–81.
97. ↑  Barsky 1997, tr. 121–122, 131.
98. ↑  Barsky 1997, tr. 121; Sperlich 2006, tr. 78.
99. ↑  Barsky 1997, tr. 121–122, 140-141; Albert 2006, tr. 98; Knight 2016, tr. 34.
100. ↑  Barsky 1997, tr. 124; Sperlich 2006, tr. 80.
101. ↑  Barsky 1997, tr. 123–124; Sperlich 2006, tr. 22.
102. 1 2  Barsky 1997, tr. 143.
103. ↑  Barsky 1997, tr. 153; Sperlich 2006, tr. 24–25, 84–85.
104. 1 2  Lyons 1978, tr. xv–xvi; Barsky 1997, tr. 120, 143.
105. 1 2 3  Barsky 1997, tr. 156.
106. 1 2  Greif 2015, tr. 312–313.
107. 1 2  Sperlich 2006, tr. 51.
108. ↑  Barsky 1997, tr. 175.
109. ↑  Barsky 1997, tr. 167, 170.
110. ↑  Barsky 1997, tr. 157.
111. ↑  Barsky 1997, tr. 160–162; Sperlich 2006, tr. 86.
112. ↑  Sperlich 2006, tr. 85.
113. ↑  Barsky 1997, tr. 187; Sperlich 2006, tr. 86.
114. ↑  Barsky 1997, tr. 187.
115. ↑  Sperlich 2006, tr. 103.
116. ↑  Lukes 1980.
117. ↑  Barsky 1997, tr. 187–189.
118. 1 2  Barsky 1997, tr. 190.
119. ↑  Barsky 1997, tr. 179–180; Sperlich 2006, tr. 61.
120. ↑  Barsky 1997, tr. 185; Sperlich 2006, tr. 61.
121. ↑  Barsky 1997, tr. 184.
122. ↑  Barsky 1997, tr. 78.
123. ↑  Barsky 1997, tr. 185.
124. ↑  Birnbaum 2010; Aeschimann 2010.
125. ↑  Sperlich 2006, tr. 91, 92.
126. ↑  Sperlich 2006, tr. 91.
127. ↑  Sperlich 2006, tr. 99; McGilvray 2014, tr. 13.
128. ↑  Sperlich 2006, tr. 98.
129. ↑  Barsky 1997, tr. 160, 202; Sperlich 2006, tr. 127–134.
130. ↑  Sperlich 2006, tr. 136.
131. ↑  Sperlich 2006, tr. 138–139.
132. ↑  Sperlich 2006, tr. 53.
133. 1 2 3  Sperlich 2006, tr. 104.
134. ↑  Sperlich 2006, tr. 107.
135. ↑  Sperlich 2006, tr. 109–110.
136. ↑  Sperlich 2006, tr. 110–111.
137. ↑  Sperlich 2006, tr. 143.
138. ↑  The Hindu 2001.
139. 1 2  Sperlich 2006, tr. 120.
140. ↑  Sperlich 2006, tr. 114–118.
141. ↑  Weidenfeld 2017.
142. 1 2 3  Sperlich 2006, tr. 10.
143. 1 2  Sperlich 2006, tr. 25.
144. ↑  Sperlich 2006, tr. 112–113, 120.
145. ↑  Younge & Hogue 2012.
146. ↑  NAPF 2014.
147. ↑  Ferguson.
148. ↑  Gold 2016.
149. ↑  Harwood 2016.
150. ↑  Ortiz 2017.
151. ↑  Mace.
152. ↑  Vučić 2018.
153. ↑  Bobanović 2018.
154. ↑  "Noam Chomsky and Jeremy Scahill on the Russia-Ukraine War, the Media, Propaganda, and Accountability". The Intercept. ngày 14 tháng 4 năm 2022.
155. 1 2 3 4  Baughman et al. 2006.
156. ↑  Lyons 1978, tr. 4; McGilvray 2014, tr. 2–3.
157. ↑  Lyons 1978, tr. 7.
158. ↑  Lyons 1978, tr. 6; McGilvray 2014, tr. 2–3.
159. 1 2 3  Brain From Top To Bottom.
160. ↑  McGilvray 2014, tr. 11.
161. ↑  Dovey 2015.
162. ↑  Chomsky.
163. ↑  Thornbury 2006, tr. 234.
164. ↑  O'Grady 2015.
165. ↑  Christiansen & Chater 2010, tr. 489; Ruiter & Levinson 2010, tr. 518.
166. ↑  Evans & Levinson 2009, tr. 429; Tomasello 2009, tr. 470.
167. ↑  Tomasello 2003, tr. 284.
168. ↑  Tomasello 1995, tr. 131.
169. ↑  Fernald & Marchman 2006, tr. 1027–1071.
170. ↑  de Bot 2015, tr. 57–61.
171. ↑  Pullum & Scholz 2002, tr. 9—50.
172. 1 2 3 4  Harlow 2010, tr. 752.
173. ↑  Harlow 2010, tr. 752–753.
174. ↑  Harlow 2010, tr. 753.
175. ↑  Morris 2013, tr. 189.
176. ↑  Butterfield, Ngondi & Kerr 2016.
177. ↑  Knuth 2002.
178. ↑  Davis, Weyuker & Sigal 1994, tr. 327.
179. 1 2  Hornstein 2003.
180. 1 2 3  Szabó 2010.
181. ↑  Fox 1998.
182. ↑  McGilvray 2014, tr. 12.
183. ↑  Barsky 1997, tr. 95; McGilvray 2014, tr. 4.
184. ↑  Sperlich 2006, tr. 77.
185. ↑  Sperlich 2006, tr. 14; McGilvray 2014, tr. 17, 158.
186. ↑  McGilvray 2014, tr. 17.
187. ↑  Sperlich 2006, tr. 74; McGilvray 2014, tr. 16.
188. ↑  McGilvray 2014, tr. 222.
189. ↑  Sperlich 2006, tr. 8; McGilvray 2014, tr. 158.
190. ↑  Sperlich 2006, tr. 74; McGilvray 2014, tr. 12–13.
191. 1 2 3  McGilvray 2014, tr. 159.
192. 1 2 3  McGilvray 2014, tr. 161.
193. ↑  Sperlich 2006, tr. 71.
194. ↑  Edgley, Alison (2016). Noam Chomsky (bằng tiếng Anh). Springer. tr. 42. ISBN 978-1-137-32021-6. Lưu trữ bản gốc ngày 12 tháng 2 năm 2023. Truy cập ngày 12 tháng 2 năm 2023.
195. ↑  Goldman, Jan, biên tập (2014). "Chomsky, Noam". The War on Terror Encyclopedia: From the Rise of Al-Qaeda to 9/11 and Beyond (bằng tiếng Anh). ABC-CLIO. tr. 87. ISBN 978-1-61069-511-4. Lưu trữ bản gốc ngày 12 tháng 2 năm 2023. Truy cập ngày 12 tháng 2 năm 2023.
196. ↑  Milne 2009.
197. ↑  Sperlich 2006, tr. 92.
198. 1 2  McGilvray 2014, tr. 160.
199. 1 2 3  McGilvray 2014, tr. 13.
200. ↑  McGilvray 2014, tr. 14, 160.
201. ↑  McGilvray 2014, tr. 18.
202. ↑  Democracy Now! 2016.
203. ↑  Sperlich 2006, tr. 15.
204. ↑  Barsky 1997, tr. 168; Sperlich 2006, tr. 16.
205. ↑  McGilvray 2014, tr. 164–165.
206. ↑  McGilvray 2014, tr. 169.
207. ↑  McGilvray 2014, tr. 170.
208. ↑  Barsky 1997, tr. 211.
209. 1 2  McGilvray 2014, tr. 14.
210. ↑  McGilvray 2014, tr. 14–15.
211. 1 2 3  McGilvray 2014, tr. 15.
212. ↑  Sperlich 2006, tr. 89; McGilvray 2014, tr. 189.
213. ↑  Barsky 1997, tr. 95.
214. ↑  McGilvray 2014, tr. 199.
215. ↑  McGilvray 2014, tr. 210.
216. ↑  McGilvray 2014, tr. 200.
217. ↑  McGilvray 2014, tr. 197, 202.
218. ↑  McGilvray 2014, tr. 201–202.
219. ↑  Glaser 2012.
220. ↑  Gendzier 2017, tr. 314.
221. ↑  Barsky 1997, tr. 170; Sperlich 2006, tr. 76–77; McGilvray 2014, tr. 159.
222. ↑  Sperlich 2006, tr. 97; McGilvray 2014, tr. 159.
223. ↑  Pilkington 2010.
224. ↑  Bronner 2010.
225. ↑  Al Jazeera 2010.
226. ↑  Democracy Now! 2010.
227. ↑  Kalman 2014.
228. ↑  Rai 1995, tr. 20.
229. ↑  Rai 1995, tr. 37–38.
230. ↑  McGilvray 2014, tr. 179.
231. ↑  McGilvray 2014, tr. 178.
232. ↑  McGilvray 2014, tr. 189.
233. ↑  McGilvray 2014, tr. 177.
234. ↑  McGilvray 2014, tr. 179–182.
235. ↑  McGilvray 2014, tr. 184.
236. ↑  Cook, Christopher R. (2009). "A Cold Eye Assessment of US Foreign Policy: It's the Policies, Stupid". International Studies Review. Quyển 11 số 3. tr. 601–608. doi:10.1111/j.1468-2486.2009.00877.x. JSTOR 40389146. The common critique is that he is often selective about his facts to fit his theories (Collier and Horowitz 2004).
237. ↑  "The sick mind of Noam Chomsky". Salon (bằng tiếng Anh). ngày 26 tháng 9 năm 2001. Lưu trữ bản gốc ngày 28 tháng 7 năm 2023. Truy cập ngày 28 tháng 7 năm 2023.
238. ↑  Schweizer 2006.
239. ↑  Lott 2006.
240. 1 2  Bauerlein 2005.
241. ↑  Kozloff 2012.
242. ↑  Katerji, Oz (ngày 24 tháng 11 năm 2017). "The West's Leftist 'Intellectuals' Who Traffic in Genocide Denial, From Srebrenica to Syria". Haaretz (bằng tiếng Anh). Lưu trữ bản gốc ngày 15 tháng 3 năm 2023. Truy cập ngày 15 tháng 7 năm 2023.
243. ↑  Zerzan, John. "Who is Chomsky?". Primitivism.com. Bản gốc lưu trữ ngày 21 tháng 2 năm 2006. Truy cập ngày 28 tháng 7 năm 2023.
244. ↑  Landau 1988.
245. 1 2 3  McGilvray 2014, tr. 19.
246. 1 2  Friesen 2017, tr. 46.
247. ↑  Greif 2015, tr. 313.
248. ↑  Cipriani 2016, tr. 44–60.
249. ↑  Greif 2015, tr. 315.
250. ↑  Barsky 1997, tr. 192–195; Sperlich 2006, tr. 53.
251. ↑  Otero 2003, tr. 416.
252. ↑  McGilvray 2014, tr. 162.
253. ↑  Barsky 1997, tr. 158; Sperlich 2006, tr. 19.
254. 1 2  Sperlich 2006, tr. 7.
255. ↑  Barsky 1997, tr. 116.
256. ↑  Barsky 1997, tr. 206–207.
257. ↑  McGilvray 2014, tr. 230.
258. ↑  Sperlich 2006, tr. 9.
259. 1 2  McGilvray 2014, tr. 6.
260. ↑  Sperlich 2006, tr. 121.
261. ↑  Sperlich 2006, tr. 69.
262. ↑  Sperlich 2006, tr. 22.
263. ↑  Democracy Now! 2015.
264. ↑  Barsky 1997, tr. 199.
265. 1 2 3 4  Jaggi 2001.
266. ↑  Barsky 1997, tr. 169.
267. ↑  Barsky 1997, tr. 140–141; Chomsky 1996, tr. 135–136; Weiner 1995.
268. ↑  Sperlich 2006, tr. 60.
269. 1 2  Knight 2016, tr. 2.
270. ↑  Barsky 1997, tr. 191.
271. ↑  Sperlich 2006, tr. 24.
272. ↑  McGilvray 2014, tr. 5.
273. ↑  McGilvray 2014, tr. 9.
274. ↑  McGilvray 2014, tr. 9–10.
275. ↑  Lyons 1978, tr. 2.
276. ↑  Sperlich 2006, tr. 42.
277. ↑  MSUM Cognitive Sciences.
278. ↑  Sperlich 2006, tr. 39.
279. ↑  Sipser 1997.
280. ↑  Knuth at Stanford University 2003.
281. ↑  Graham 2019.
282. ↑  Harris 2010.
283. ↑  Massey University 1996.
284. ↑  Radick 2007, tr. 320.
285. ↑  Knuth 2003, tr. 1.
286. ↑  Fulton 2007.
287. ↑  Baroni & Callegari 1982, tr. 201–218.
288. ↑  Steedman 1984, tr. 52–77.
289. ↑  Rohrmeier 2007, tr. 97–100.
290. ↑  Babe 2015, tr. xvii.
291. ↑  Boden 2006, tr. 593.
292. ↑  Boden 2006, tr. 592.
293. ↑  Sperlich 2006, tr. 114.
294. ↑  Barsky 1997, tr. 153–154.
295. 1 2  Braun 2018.
296. ↑  Nettelfield 2010, tr. 142.
297. ↑  "Corrections and clarifications". The Guardian (bằng tiếng Anh). ngày 17 tháng 11 năm 2005. ISSN 0261-3077. Lưu trữ bản gốc tháng 7 12, 2013. Truy cập tháng 2 21, 2022.
298. ↑  "Chomsky's Genocidal Denial". Congress of Bosniaks of North America (bằng tiếng Anh). ngày 28 tháng 8 năm 2009. Lưu trữ bản gốc ngày 28 tháng 7 năm 2023. Truy cập ngày 28 tháng 7 năm 2023.
299. ↑  Hudson 2013.
300. ↑  Rabbani 2012.
301. ↑  Horowitz 2001.
302. ↑  Kay 2011.
303. 1 2  Sperlich 2006, tr. 100.
304. ↑  Cohn 1995, tr. 37.
305. 1 2  Sperlich 2006, tr. 101.
306. ↑  Barsky 1997, tr. 170.
307. ↑  Barsky 1997, tr. 170–171.
308. 1 2  Weaver 2016.
309. ↑  Sengupta 2015.
310. ↑  Foreign Policy 2005.
311. ↑  Cowley 2006.
312. 1 2 3 4  Contemporary Authors Online 2016.
313. ↑  "APS Member History". American Philosophical Society. Lưu trữ bản gốc ngày 9 tháng 6 năm 2021. Truy cập ngày 9 tháng 6 năm 2021.
314. ↑  SASA foreign membership 2003.
315. 1 2 3 4  MIT Linguistics Program 2002.
316. ↑  Deutsche Presse-Agentur 2010.
317. ↑  British Academy 2014.
318. ↑  Soundings 2002.
319. ↑  Inventio Musikverlag.
320. ↑  Soundtracksforthem: Interview 2005.
321. ↑  Desmond Tutu to speak to Litndeb 2009.
322. ↑  Honorary Members of IAPTI.
323. ↑  UoW–M 2010.
324. ↑  IEEE Xplore 2011.
325. ↑  Erdös Number at Oakland Univ 2017.
326. ↑  US Memorial Peace Foundation.
327. ↑  Huxley 2011.
328. ↑  Politika 2015.
329. ↑  IPB 2017.
330. ↑  Pensoft (bee).
331. ↑  Páez 2019.
332. ↑  JMI 2007.
333. ↑  Viggo Mortensen's Spoken Word & Music CDs.